# 닛산 디젤 스페이스 애로우

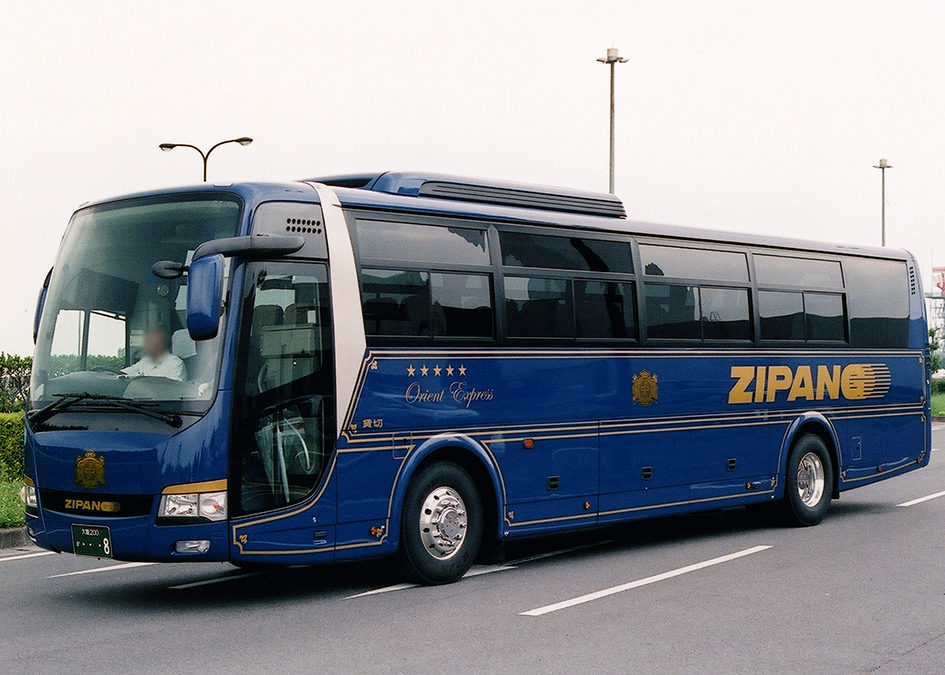
닛산 디젤 스페이스 애로우

닛산 디젤 스페이스 애로우(영어: Nissan Diesel Space Arrow, 일본어: 日産ディーゼル・スペースアロー 닛산 디이제루 스페에스아로오[*]) 또는 닛산 디젤 스페이스 윙(영어: Nissan Diesel Space Wing, 일본어: 日産ディーゼル・スペースウイング 닛산 디이제루 스페에스우인구[*])은 일본 닛산 디젤 (현, UD트럭)이 만든 고급 대형 고속 및 관광 버스로 1975년부터 2010년까지 생산했다. 또한 벨기에의 버스 생산 기업인 욘케레에서 기반으로 제작한 욘케레 도빌(영어: Jonckheere Deauville) 차량을 베이스로 개발된 스페이스 애로우 유로 투어(영어: Space Arrow Euro Tour, 일본어: 日産ディーゼル・ユーロツアー 닛산 디이제루 유우로츠아아[*]) 모델도 필리핀 법인인 닛산 디젤 필리핀에서 개발해 일본으로 역수입해서 도입한 바 있다.

## 개요
닛산 디젤 (현, UD트럭)의 버스 부분의 경우 일본의 상용차 기업과 달리 차체 사업부가 존재하지 않았다. 차체 제작 시 일본의 차제 제작 기업인 후지중공업 (현, 스바루)와 서일본 차체 공업에서 제작한 차체를 사용했으나 2003년 4월에 서일본 차체 공업에서 제조한 차체로 통합되었다.
이후 일본의 상용차 제조사인 미쓰비시후소트럭 버스와 OEM 제공되면서 미쓰비시후소트럭 버스에서 제작된 차체로 변경되었다.
서일본 차체 공업 해산 당시 라인업 현황
- 스페이스 윙 1세대 : 12m 서일본 네오 로얄 SD-II형
- 스페이스 윙 A : 12m 미쓰비시후소트럭 버스
- 스페이스 애로우 RA : 11m 서일본 네오 로얄 C-I형
- 스페이스 애로우 RA : 12m 서일본 네오 로얄 C-I형
- 스페이스 애로우 A : 12m 미쓰비시후소트럭 버스

한편 UD트럭의 대형 버스는 미쓰비시후소트럭 버스에서 제작된 차체와 다임러에서 개발된 6R10형 엔진을 탑재해 스페이스 윙 A, 스페이스 애로우 A 모델을 2011년까지 생산한 바 있다.

## 세부 정보

### 닛산 디젤 RA
닛산 디젤 RA는 배출가스 규제 대응에 따라 기존 6R 모델에서 마이너 체인지가 되면서 1973년에 출시되었다.

#### RA50
휠베이스 5.8m, 길이 11.4m의 RA50P형 모델과 휠베이스 6.6m, 길이 12m의 RA50T형, 단출 모델인 휠베이스 5.4m, 길이 11m의 RA50M형이 존재했다. 전 차량 에어 서스펜션과 냉방이 가능한 차량으로 이 중 RA50T형은 닛산 디젤 최초의 12m 풀사이즈 차량이다. 엔진은 RD8형이 탑재했다. 차체는 서일본 차체 공업에서 제작된 42MC형, 53ME형과 후지중공업 (현, 스바루)에서 제작된 R1형, R2형이 있다.

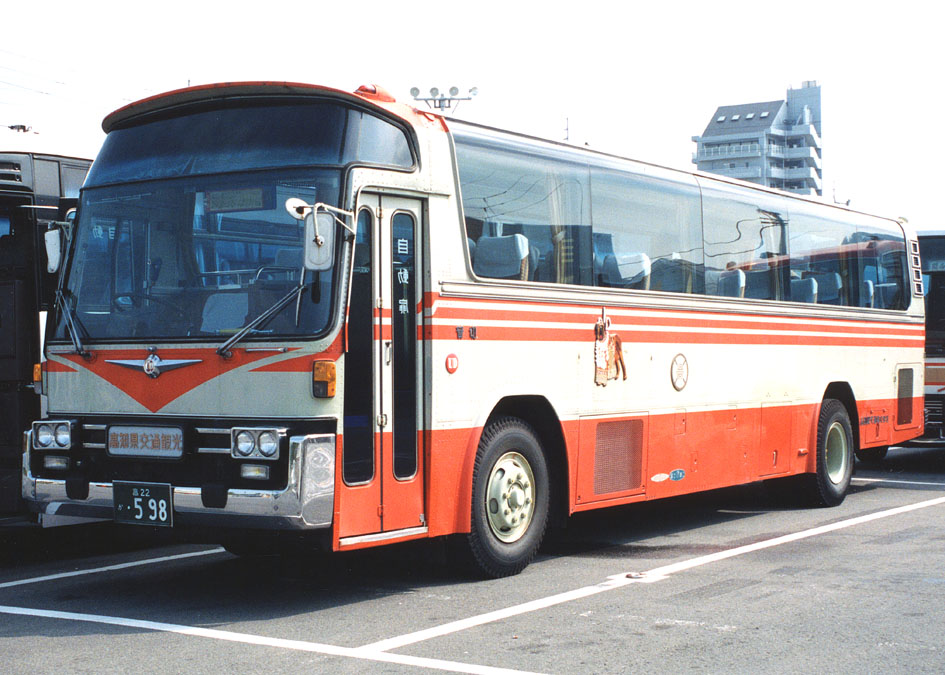
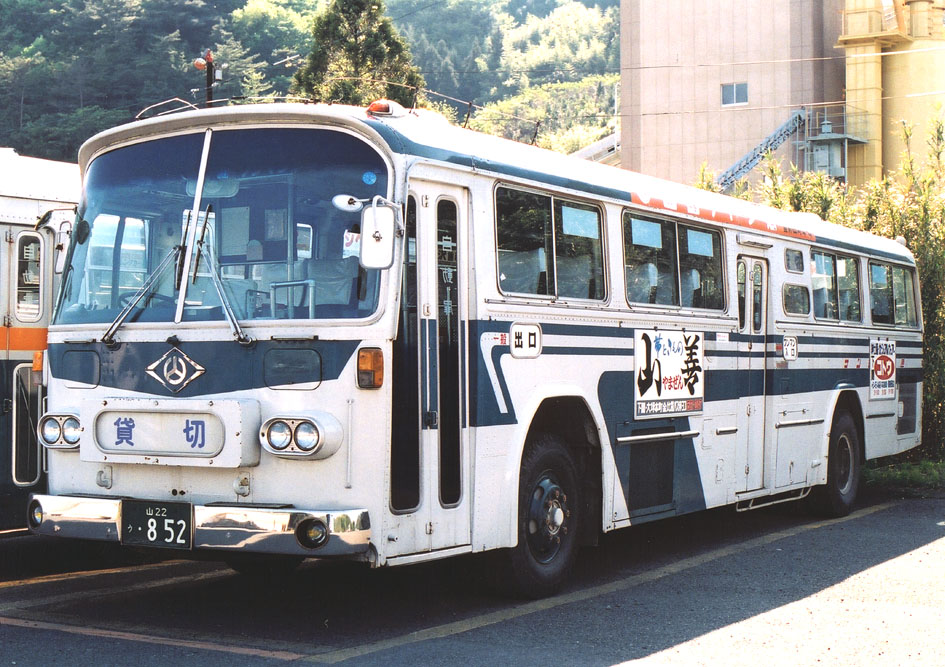

#### K-RA60S (국철 버스모델)
기존 V8RA120형 모델 후속으로 1979년 6월에 출시된 모델로 엔진은 V10형을 탑재했다. 배출가스 규제에 대응한 모델로 사이드 방향 지시등이 장착된 것이 특징이다. 차체는 후지중공업 (현, 스바루)에서 제작된 차체를 사용했다.

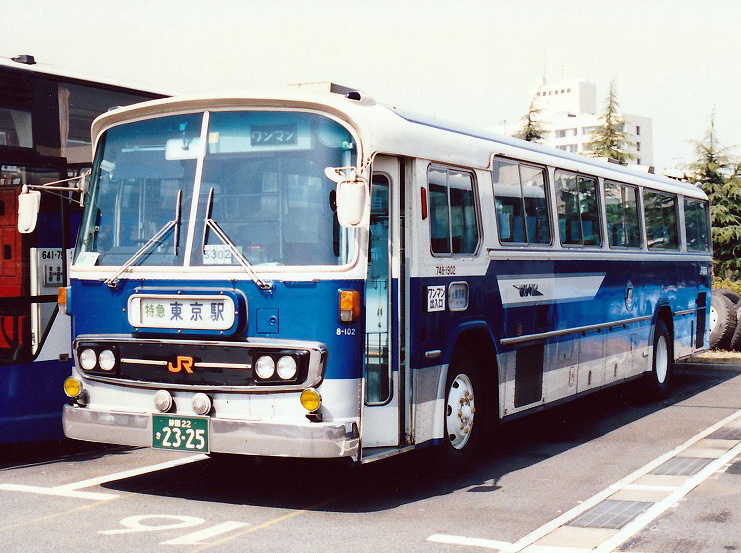

#### K-RM51
1980년에 RA50 모델 후속으로 출시된 모델로 배출가스 규제 대응에 따라 마이너 체인지가 되었다. 휠베이스 6.65m K-RA51T형, 휠베이스 6m의 K-RA51R 형, 휠베이스 5.4m K-RA51M형 모델이 존재 했으며 엔진은 RD8형이 탑재되었다.
차체는 서일본 차체 공업에서 제작된 53MC형, 58ME형과 후지중공업 (현, 스바루)에서 제작된 R2형, R3형이 있다.

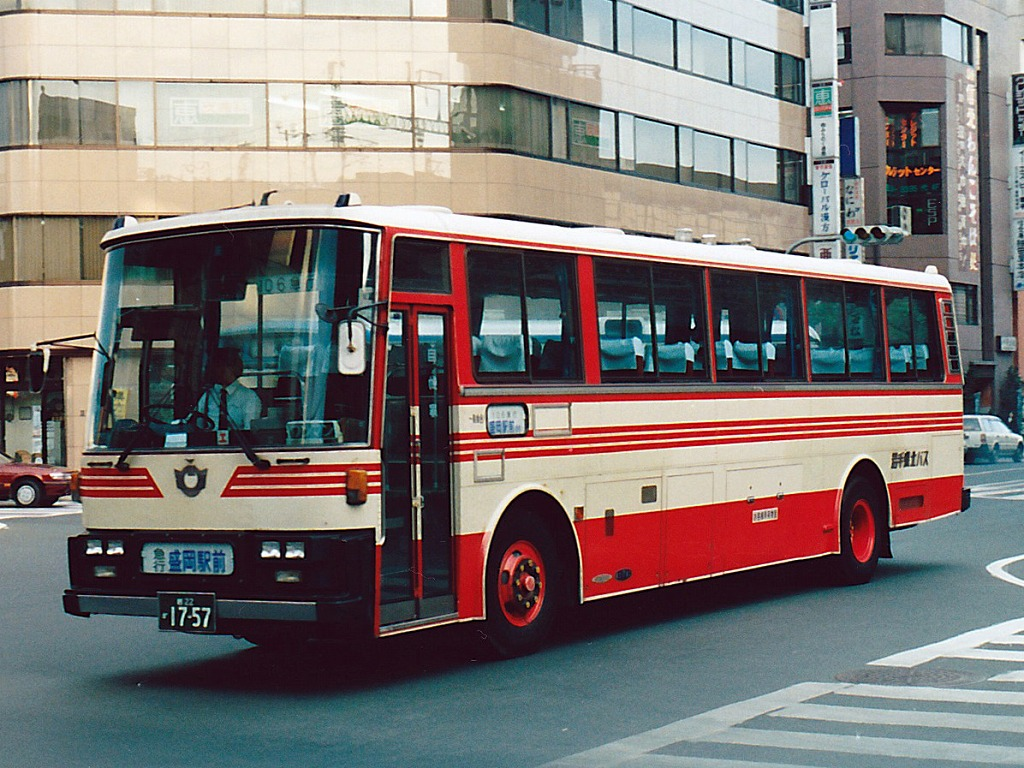
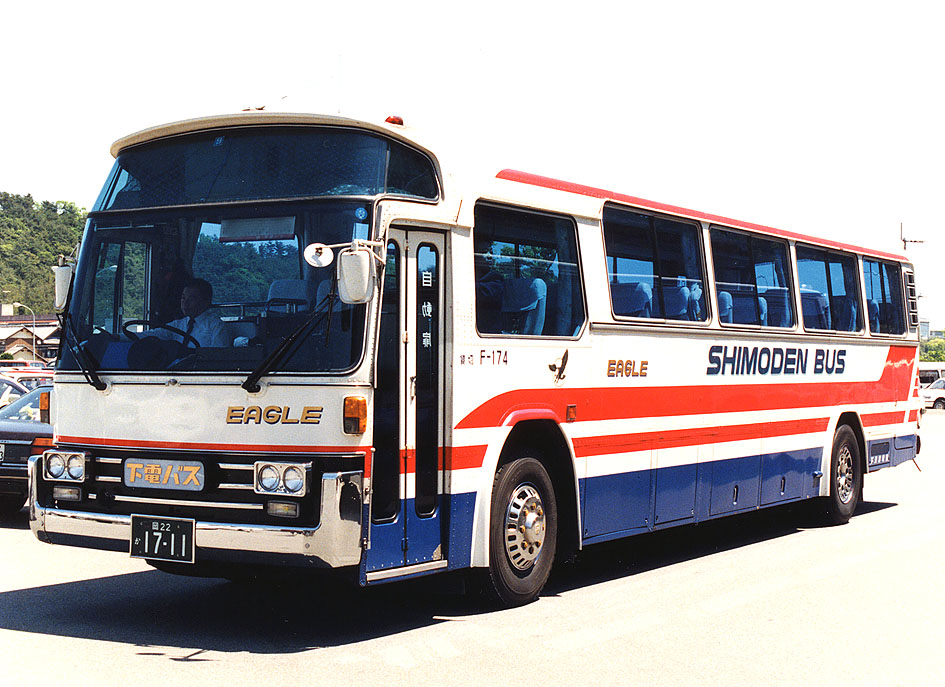
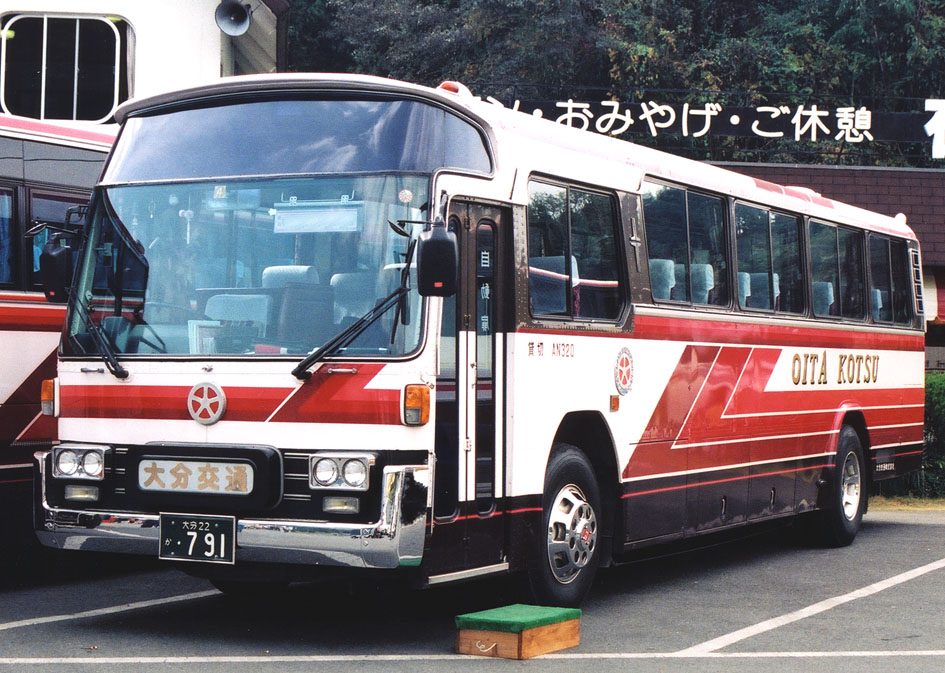
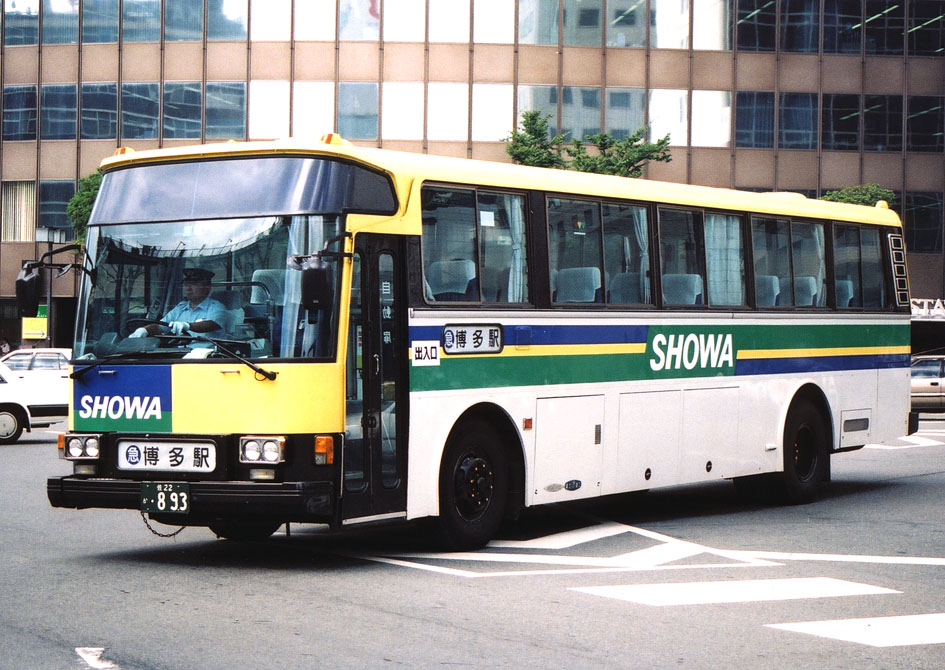

#### P-RA52
1983년 배출가스 규제 대응에 따라 1984년에 출시된 모델이다. 모델은 휠베이스 6.5m의 P-RA52T형, 휠베이스 6m의 P-RA52R형, 휠베이스 5.5m의 P-RA52N형이 있다. 엔진은 신형 RD8형이 탑재되었다. 차체는 서일본 차체 공업에서 제작된 58MS형, 58ME형과 후지중공업 (현, 스바루)에서 제작된 R1형, R2형, R3형이 있다.

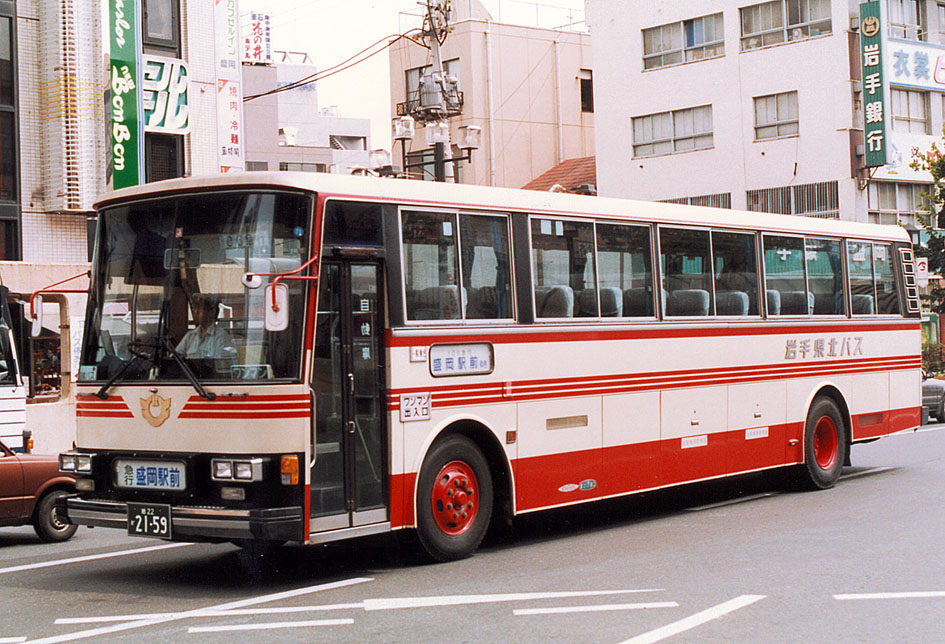
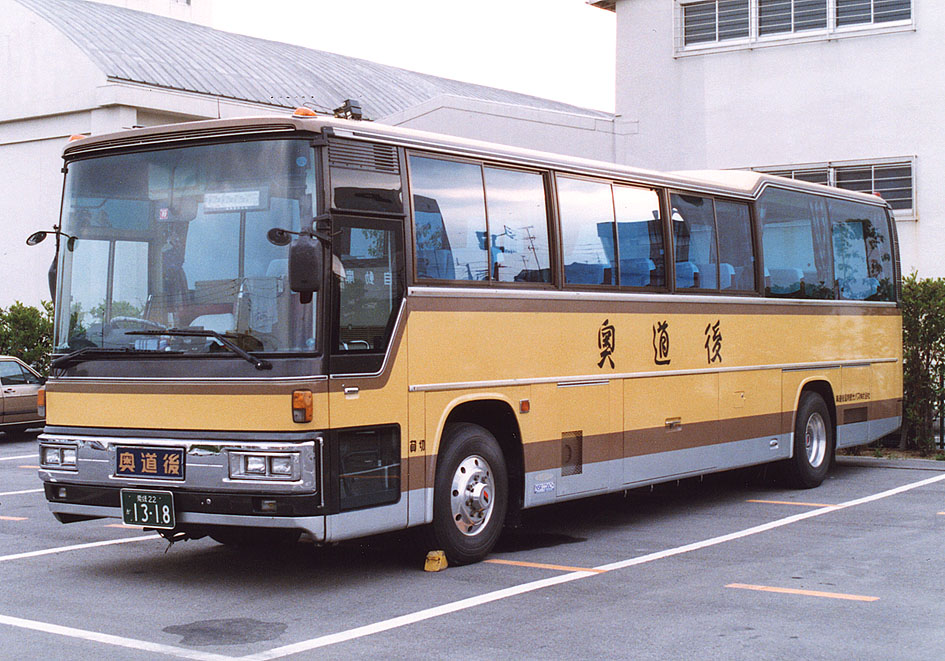
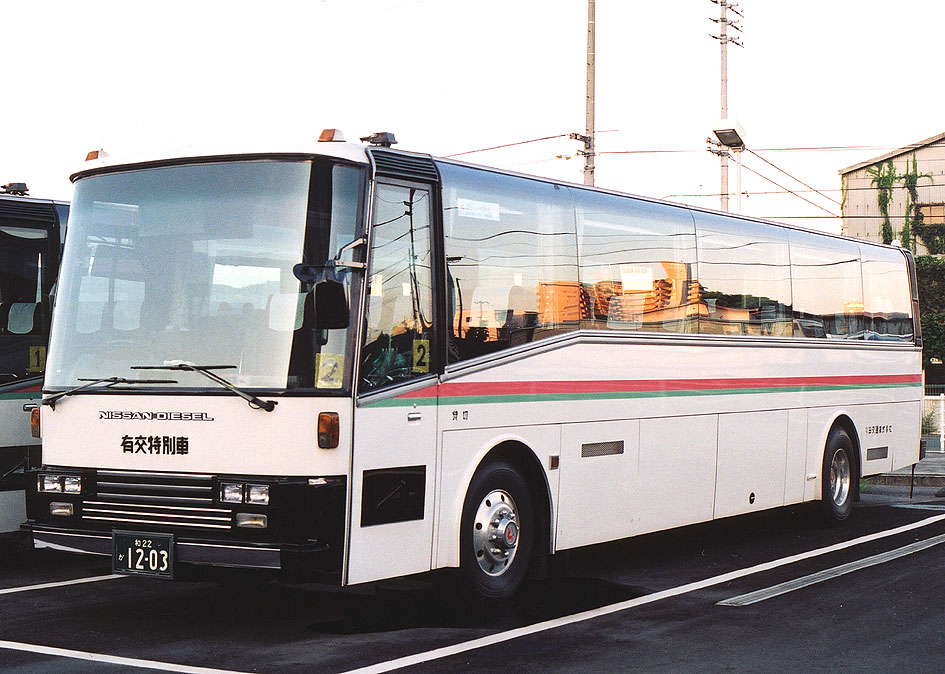

### 닛산 디젤 스페이스 애로우 RA/닛산 디젤 스페이스 윙

#### P-RA46
1985년에 출시된 모델로 엔진은 PE6TB형을 탑재했다. 모델은 휠베이스 6.5m의 P-RA46T형과 휠베이스 6m의 P-RA46R형이 존재했다. 닛산 디젤 UA 모델과 마찬가지로 터보 차저가 장착되었다. 차체는 서일본 차체 공업에서 제작된 S형과 후지중공업 (현, 스바루)에서 제작된 R2형이 있다.

#### P-RA53
1985년에 소음 규제에 대응에 따른 풀체인지 모델로 출시되었다. 스페이스 윙 1세대의 경우 닛산 디젤 최초의 2축 SHD급 차량이다. 휠베이스는 이전 모델의 P-RA52 모델와 동일하고, 휠베이스 6.5m의 P-RA53T형, 휠베이스 6m의 P-RA53R형, 휠베이스 5.5m의 P-RA53N형이 존재한다. 엔진은 신형 RF8형을 탑재했다. 차체는 서일본 차체 공업에서 제작된 C형, S형, E형과 후지중공업 (현, 스바루)에서 제작된 R2형, R3형이 있다.

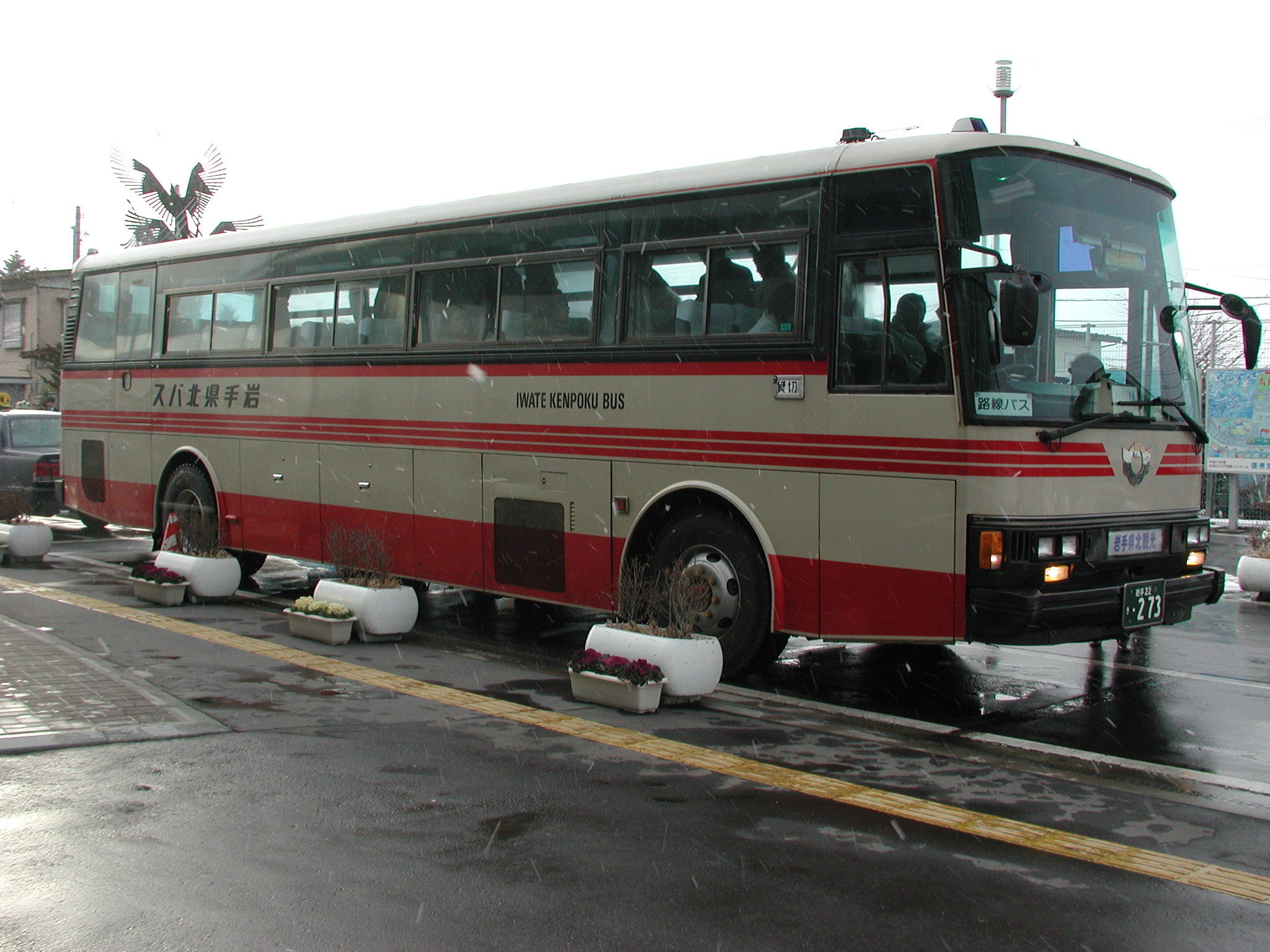
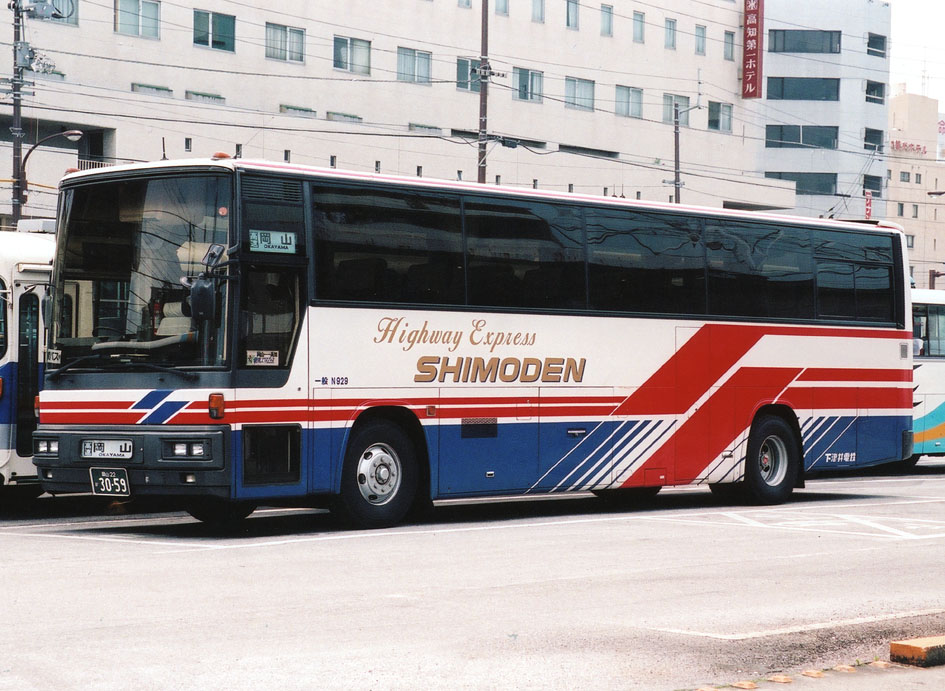
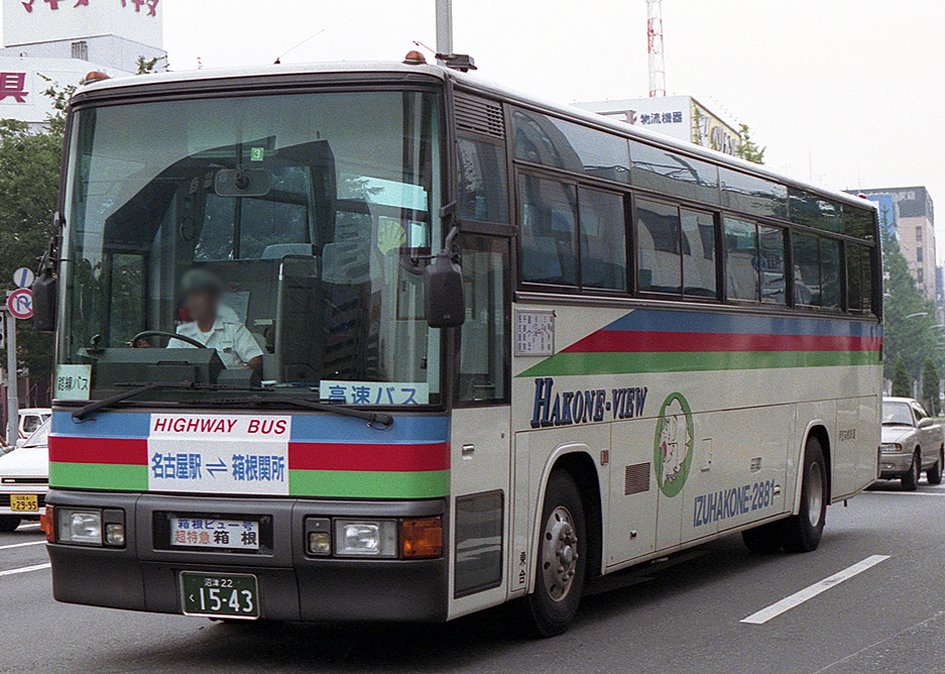

#### U-RA520/530
1990년에 배출가스 규제 대응에 따른 풀체인지 모델로 출시되었다. 엔진은 P-RA53과 마찬가지로 RF8형을 탑재했다. 2축 SHD 차량 최초로 닛산 디젤에서 정식 발매가 되었다. 스페이스 윙 I의 명칭이 부여되면서 U-RA520SBN형이 되었고 휠베이스가 6.3m이다.
1992년에 휠베이스 단축 차량의 RA520RBL형 모델이 출시되었다. 1993년에 고출력 사양이 추가된 U-RA530RBN형이 출시되었고 엔진은 RG8형을 탑재했다.

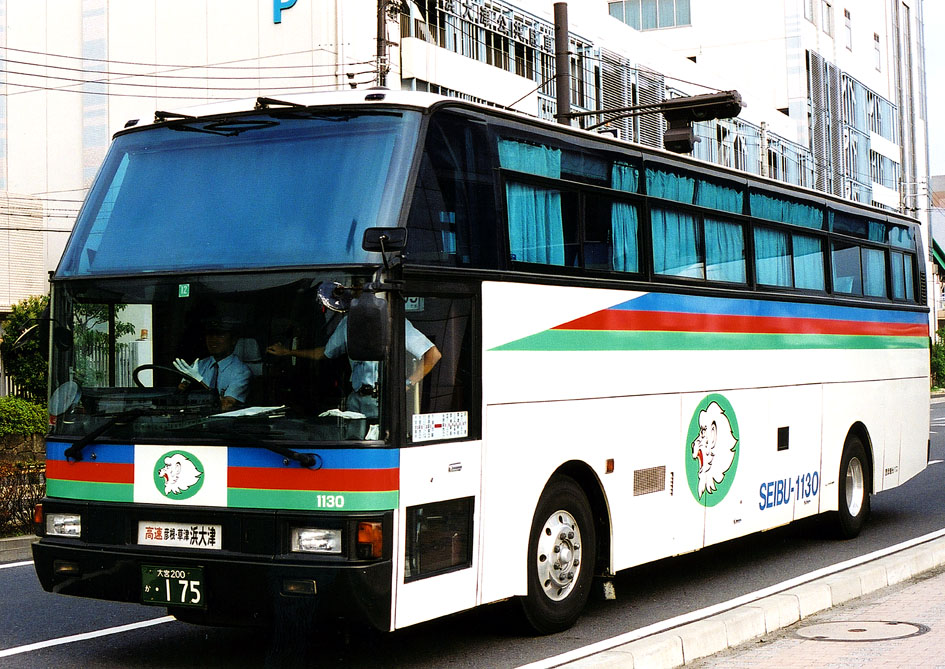
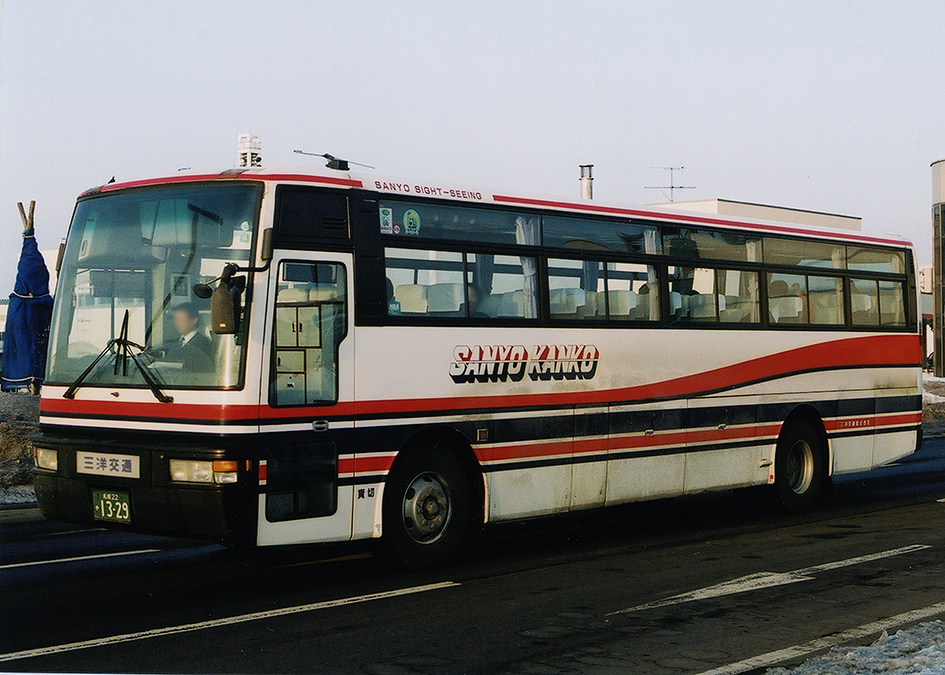
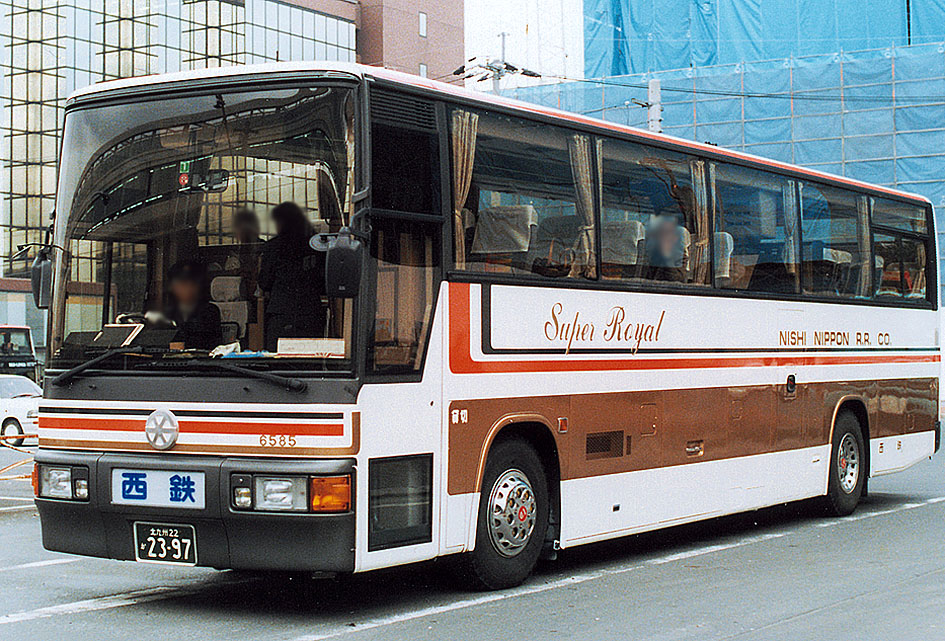
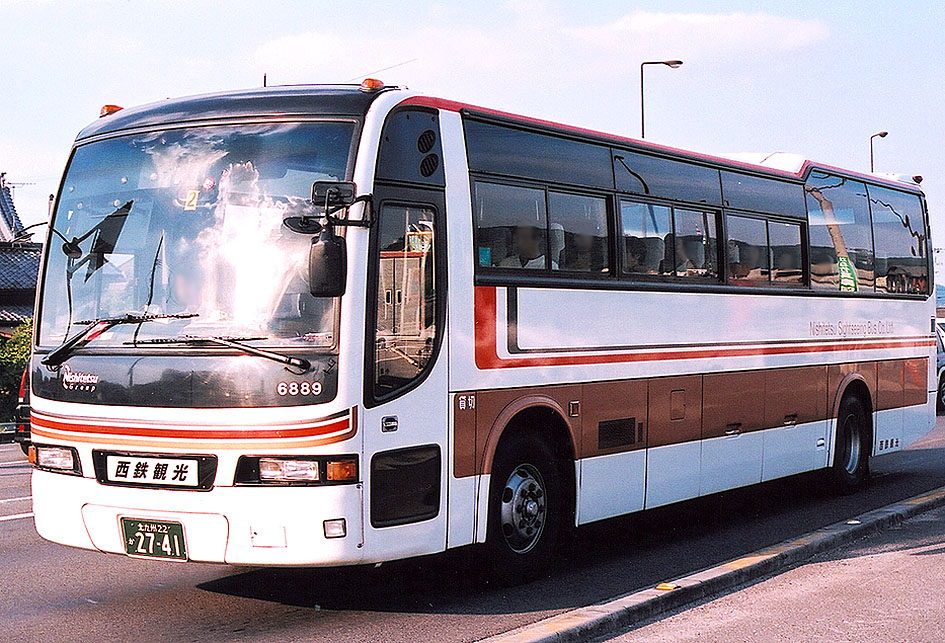

#### KC-RA531/550
1995년에 배출가스 대응에 따른 풀체인지 모델로 출시되었다. KC-RA531의 휠베이스는 KC-RA531RBN형이 6.18m, KC-RA531MBN형이 5.43m이다. 고출력 엔진을 탑재한 KC-RA550의 휠베이스는 KC-RA550RBN형 6.18m이다. 또한 KC-RA550의 엔진은 RH8형을 탑재하고 있다.

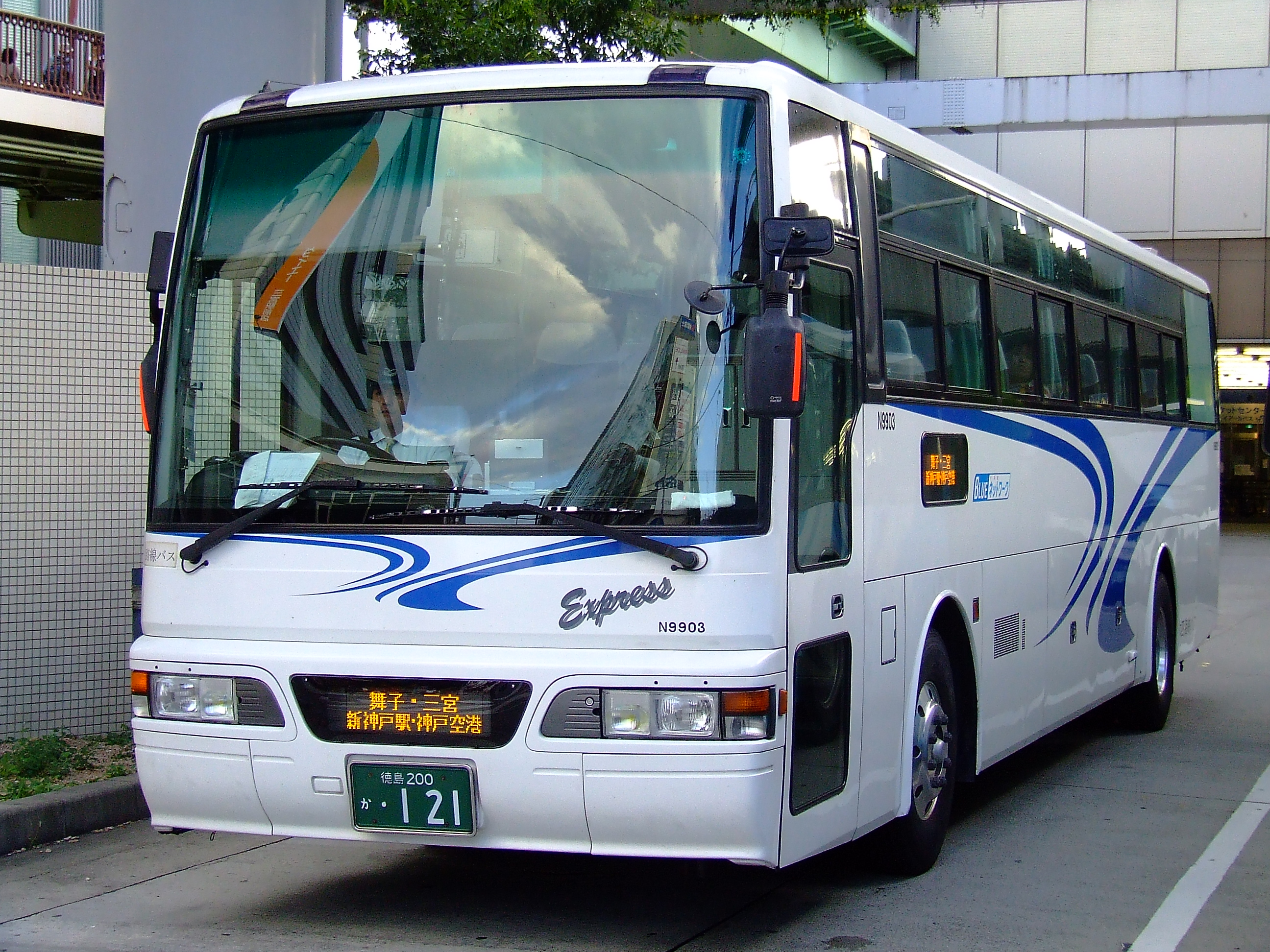
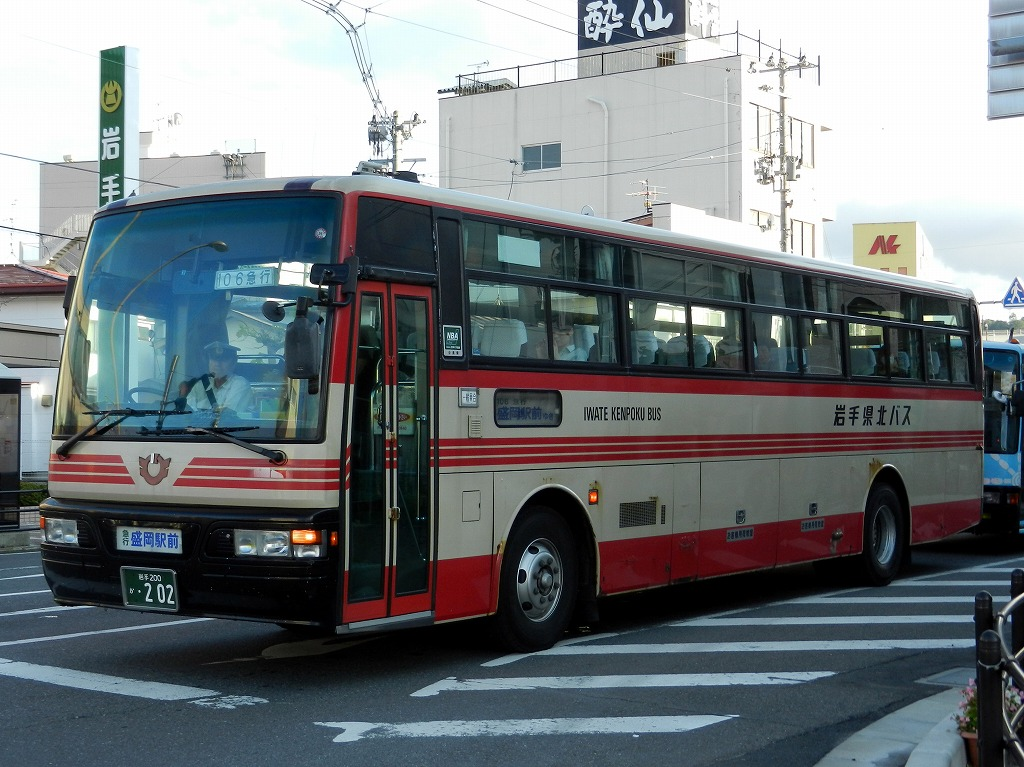
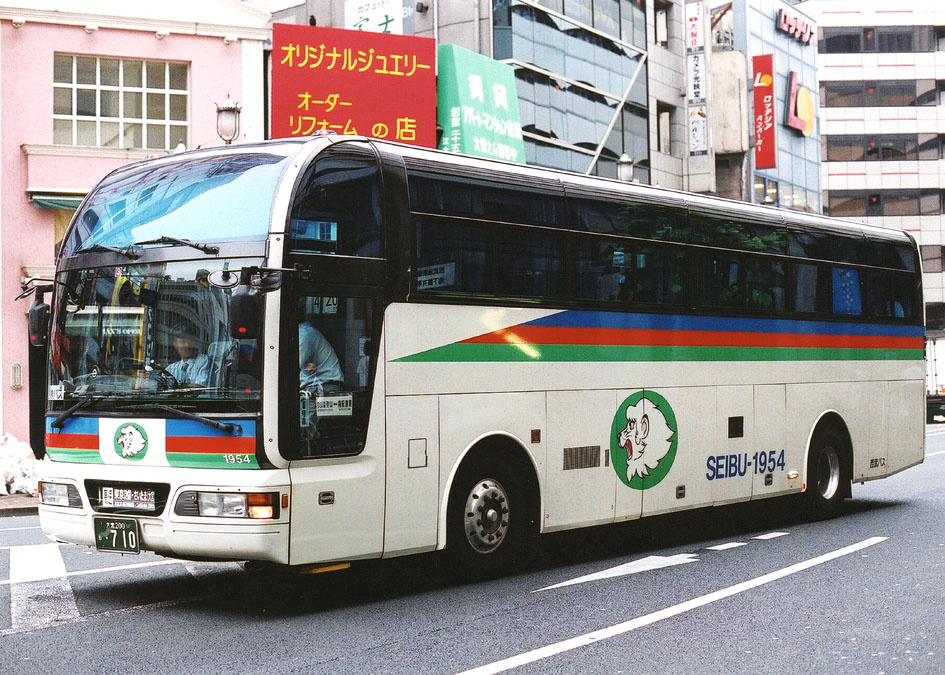
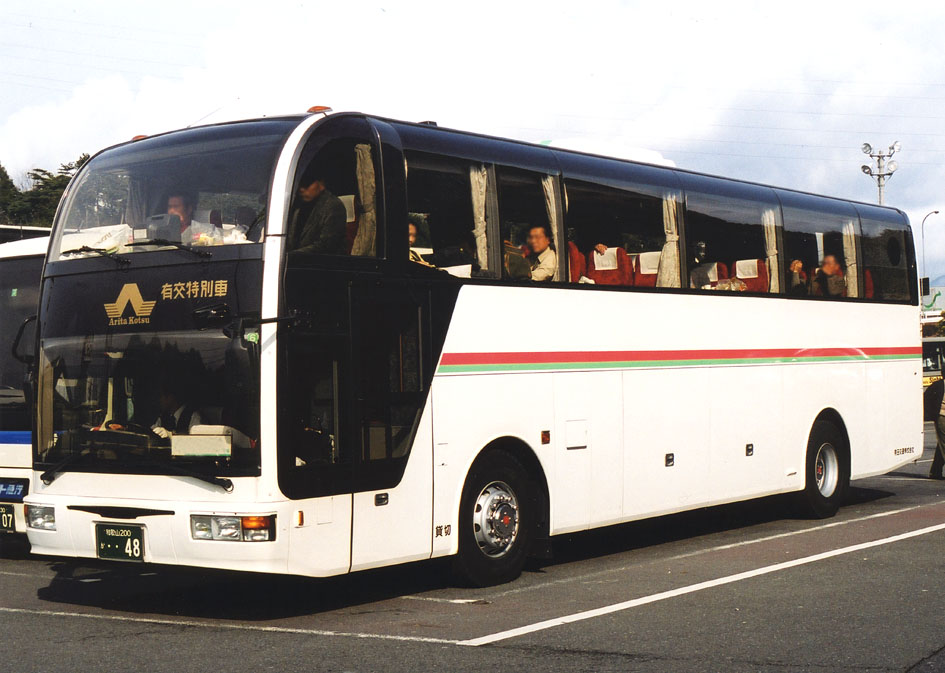

#### KL-RA552
2000년 6월에 출시된 모델로 휠베이스는 6.18m (R 모델), 5.43m (M 모델)의 두 가지 종류가 있으나 동일한 모델로, 5.43m (M 모델)은 개조된 모델이다. 엔진은 RH8H형을 탑재했다. 2003년에 후지중공업 (현, 스바루)가 버스 차체 제작을 철수하면서 이 모델 이후 서일본 차체 공업에서 제작된 차체를 사용했다. 서일본 차체 공업에서 제작된 S형과 C형, SD-I형, SD-II형으로 변경되었다. 2002년에 서일본 차체 공업의 표준화가 되면서 마이너 체인지가 되면서 02MC형 차체가 출시되었다.

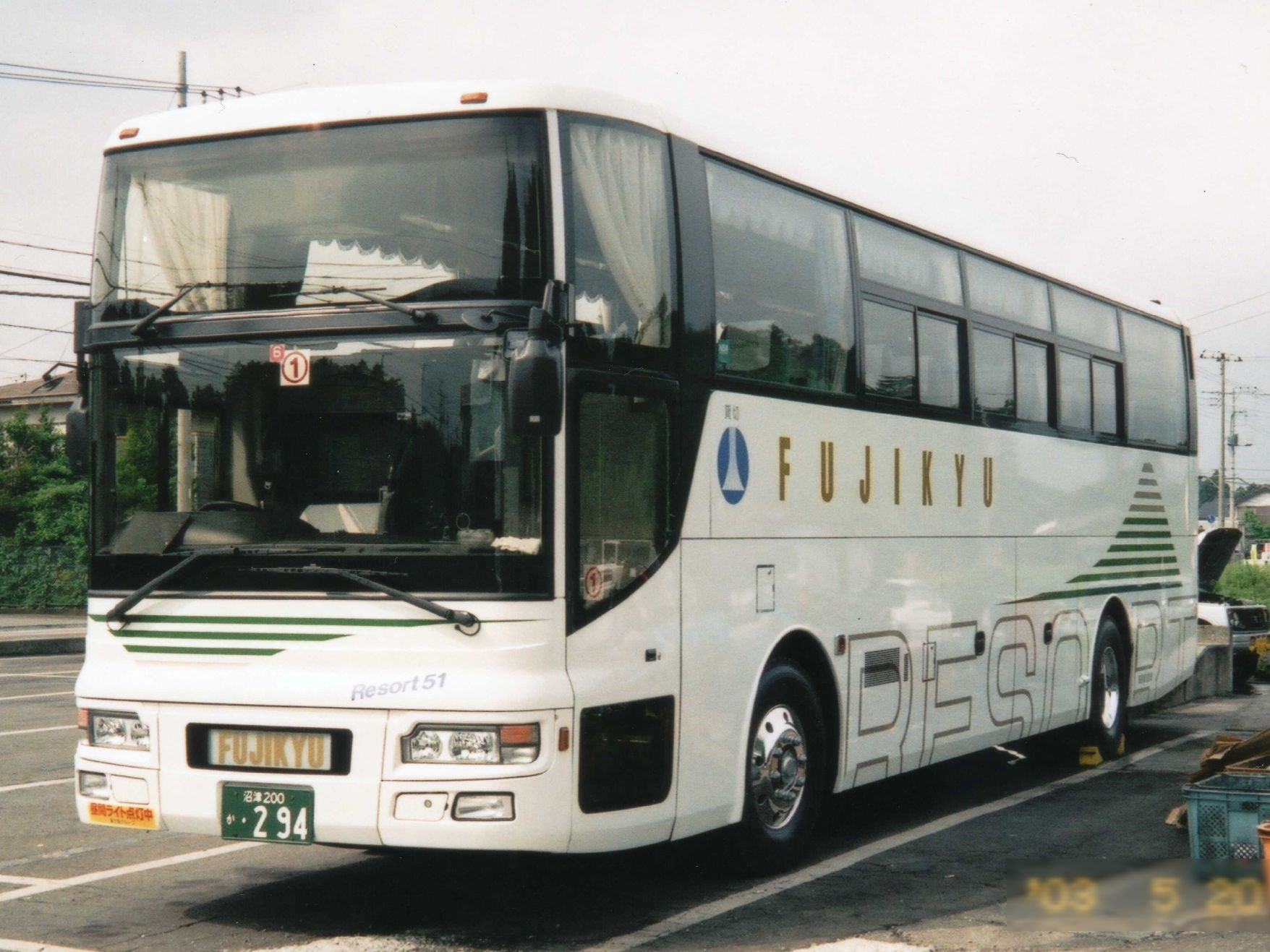
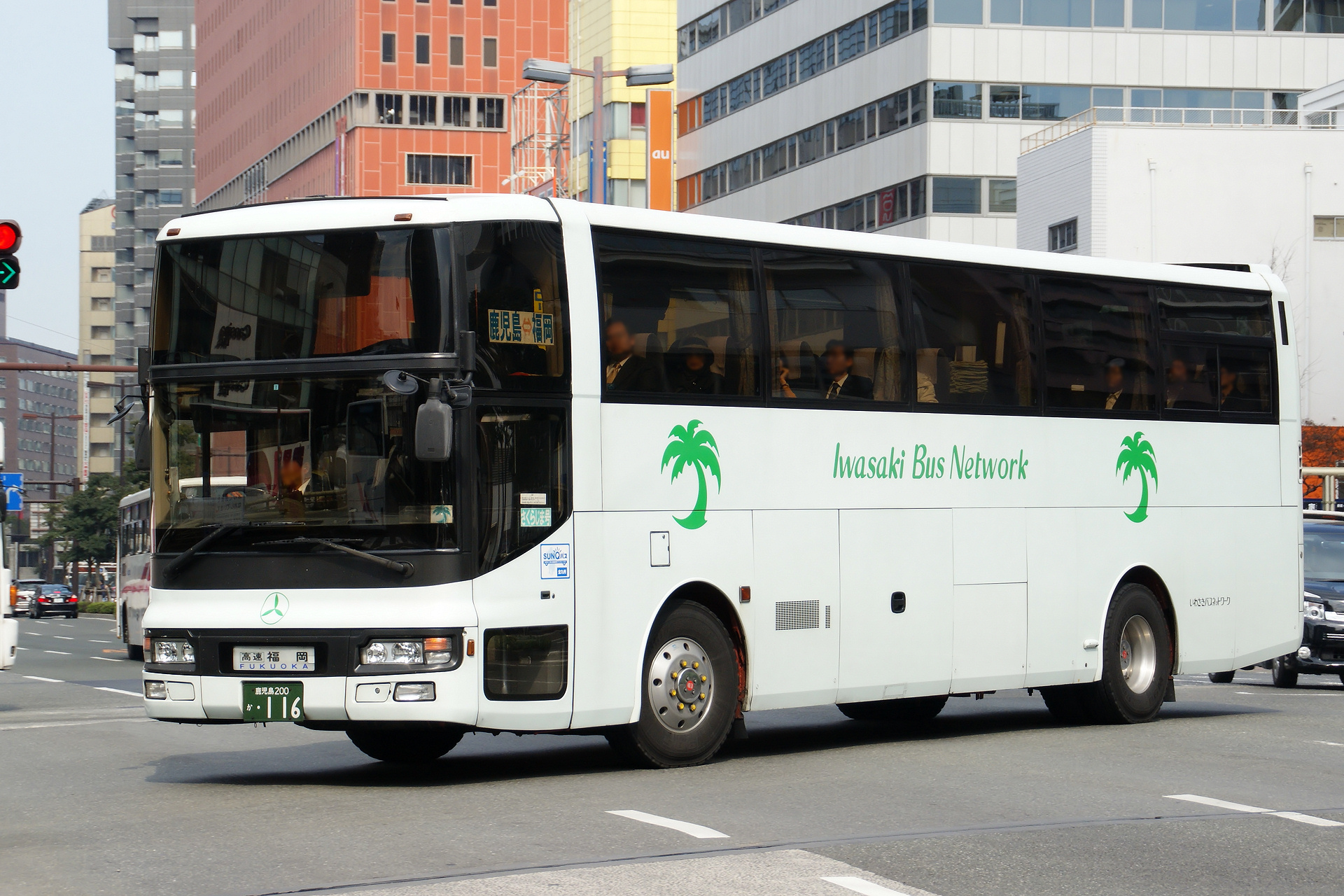
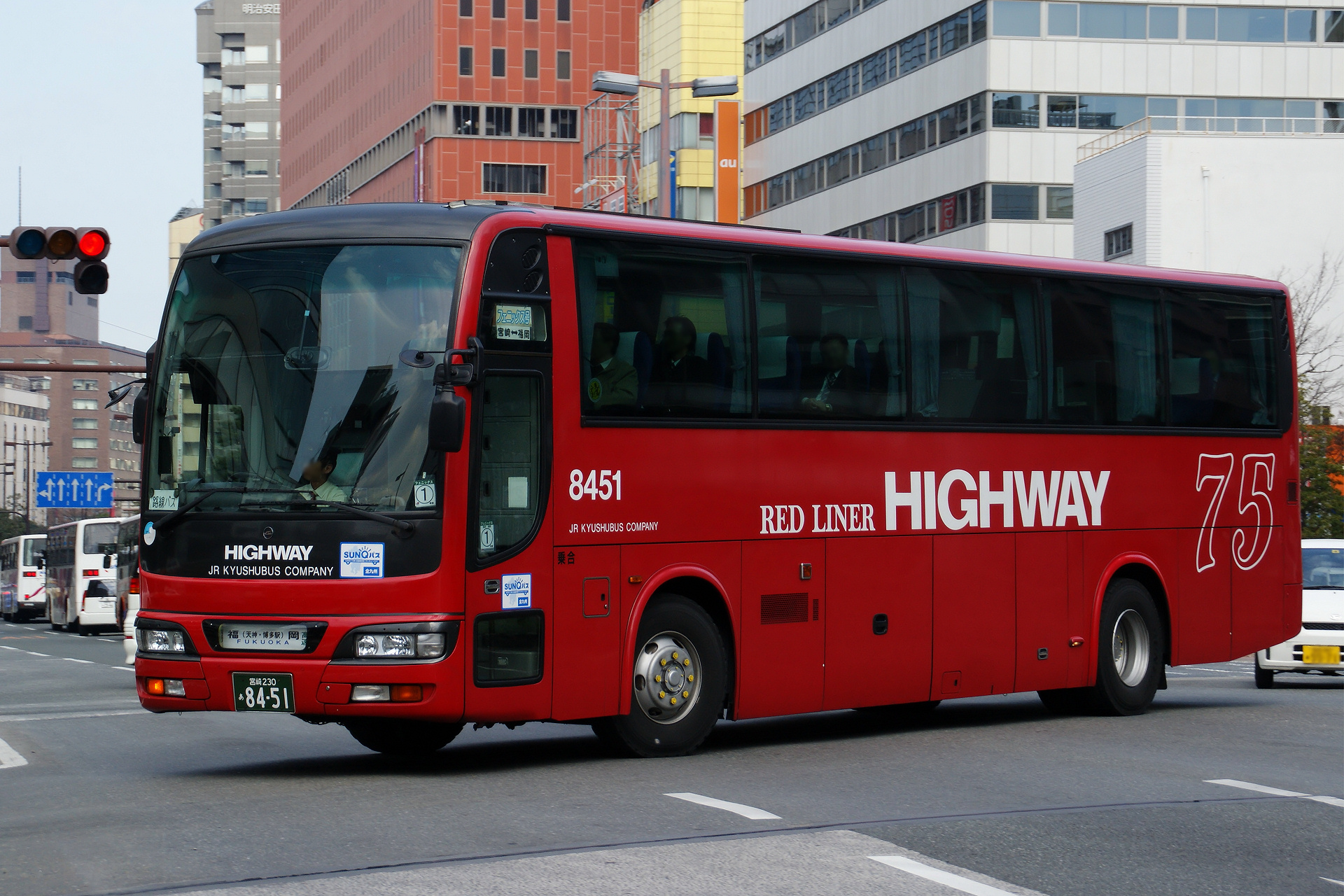
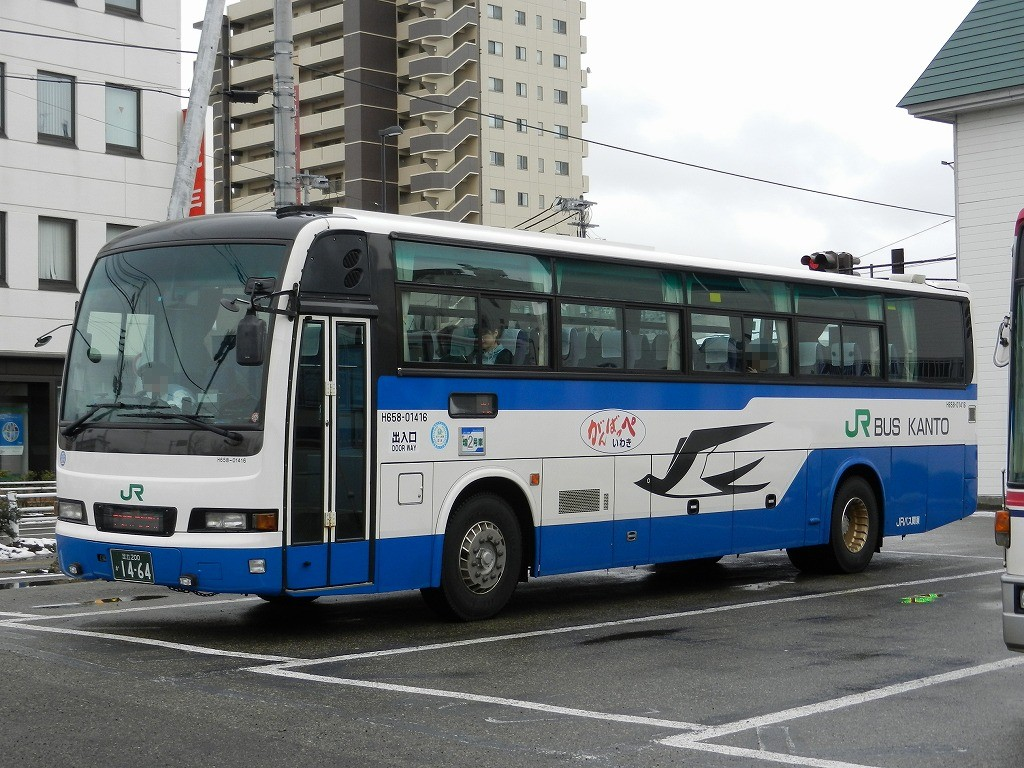

#### ADG-RA273
2005년 7월 28일에 배출가스 대응에 따른 풀체인지 모델로 출시되었다. 차체는 서일본 차체 공업에서 제작된 02MC형로 사용되었고 엔진은 MD92TA형을 탑재했다. 변속기의 경우 ZF가 개발한 6단 변속기를 탑재했고 휠베이스는 설정은 6.15m (R형), 5.4m (M형, HD급만 해당)의 두 가지 종류가 있으나 동일한 차량으로 SHD 5.4m (M형)만 개조 차량이다.

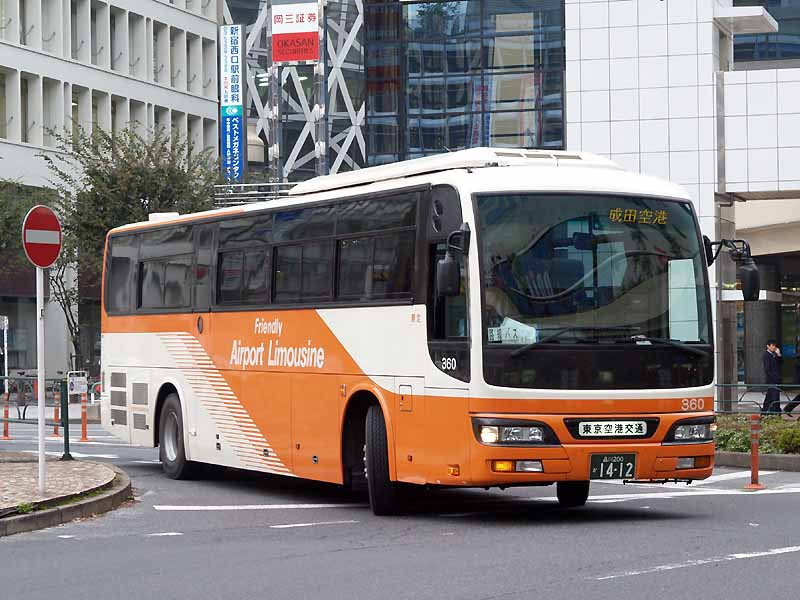
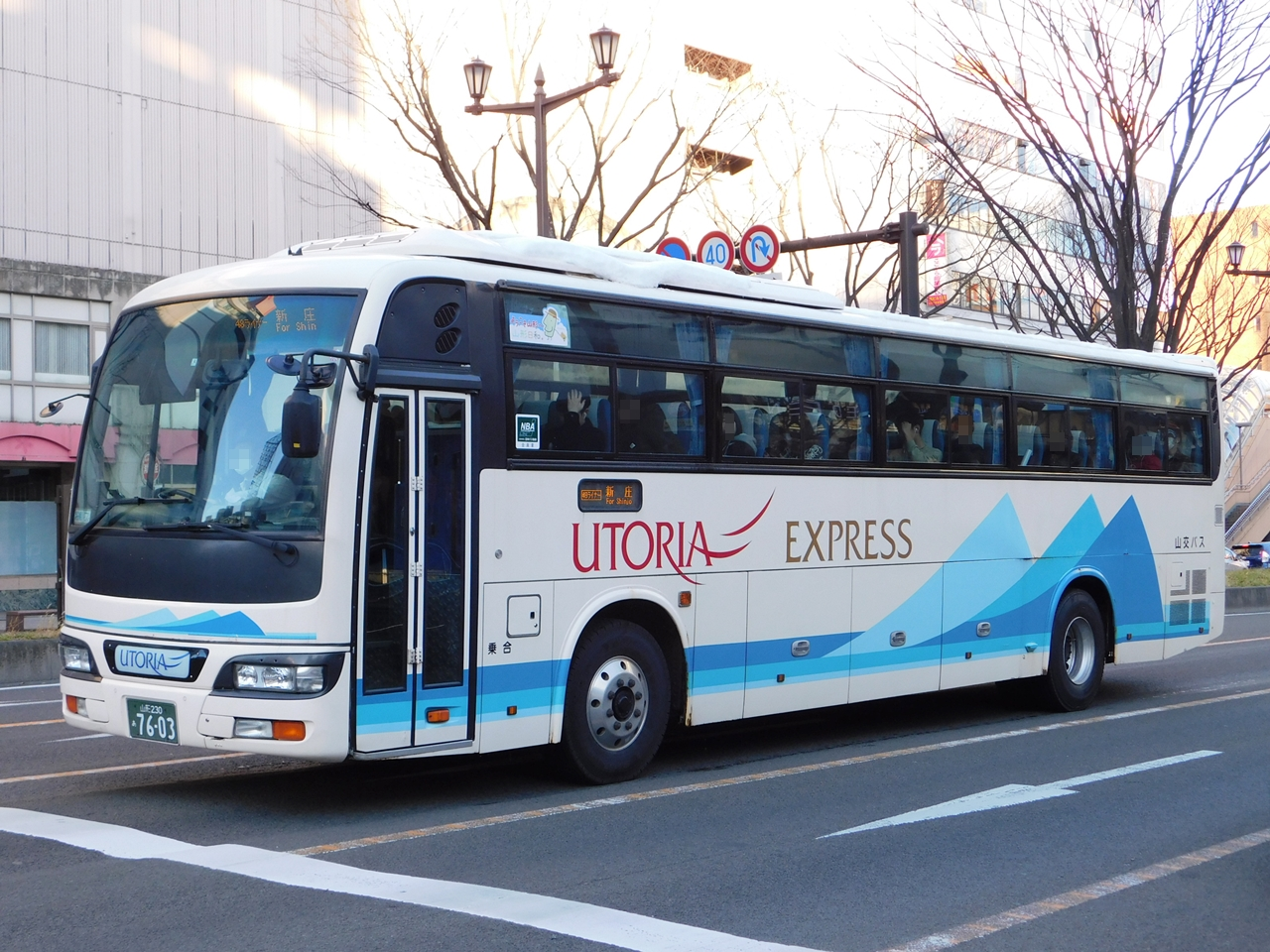

#### PKG-RA274
2006년 6월 1일에 ADG-RA273 모델을 후속으로 출시한 모델로 엔진은 MD92TA형을 탑재했다. 차체는 서일본 차체 공업에서 제작된 SD-I형, SD-II형이 존재했다. 서일본 차체 공업의 차체 생산 종료 및 해산과 함께 2010년에 단종되었다. 이후 미쓰비시후소트럭 버스와 OEM 채결되면서 스페이스 윙 A, 스페이스 애로우 A 모델로 통합되었다.

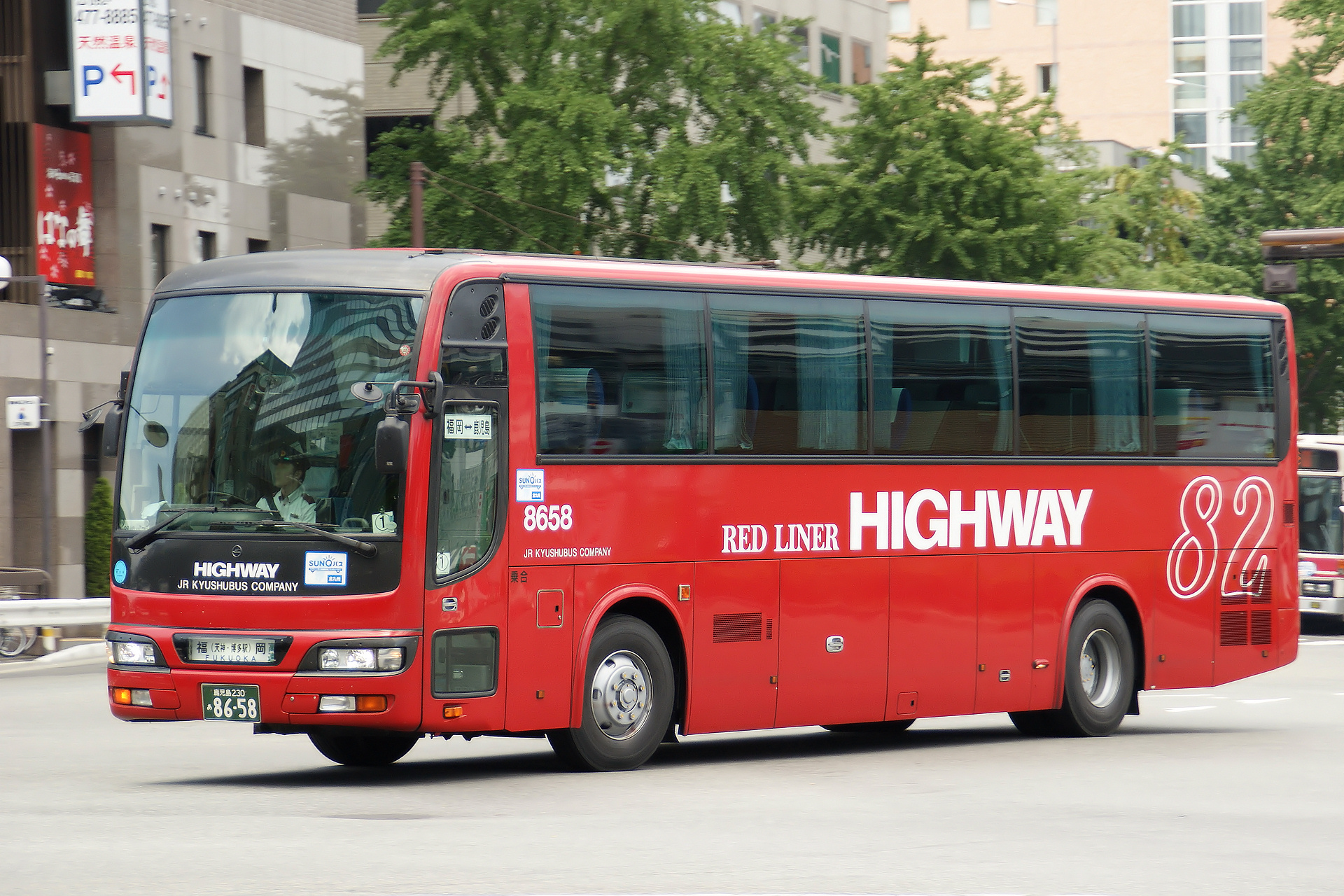
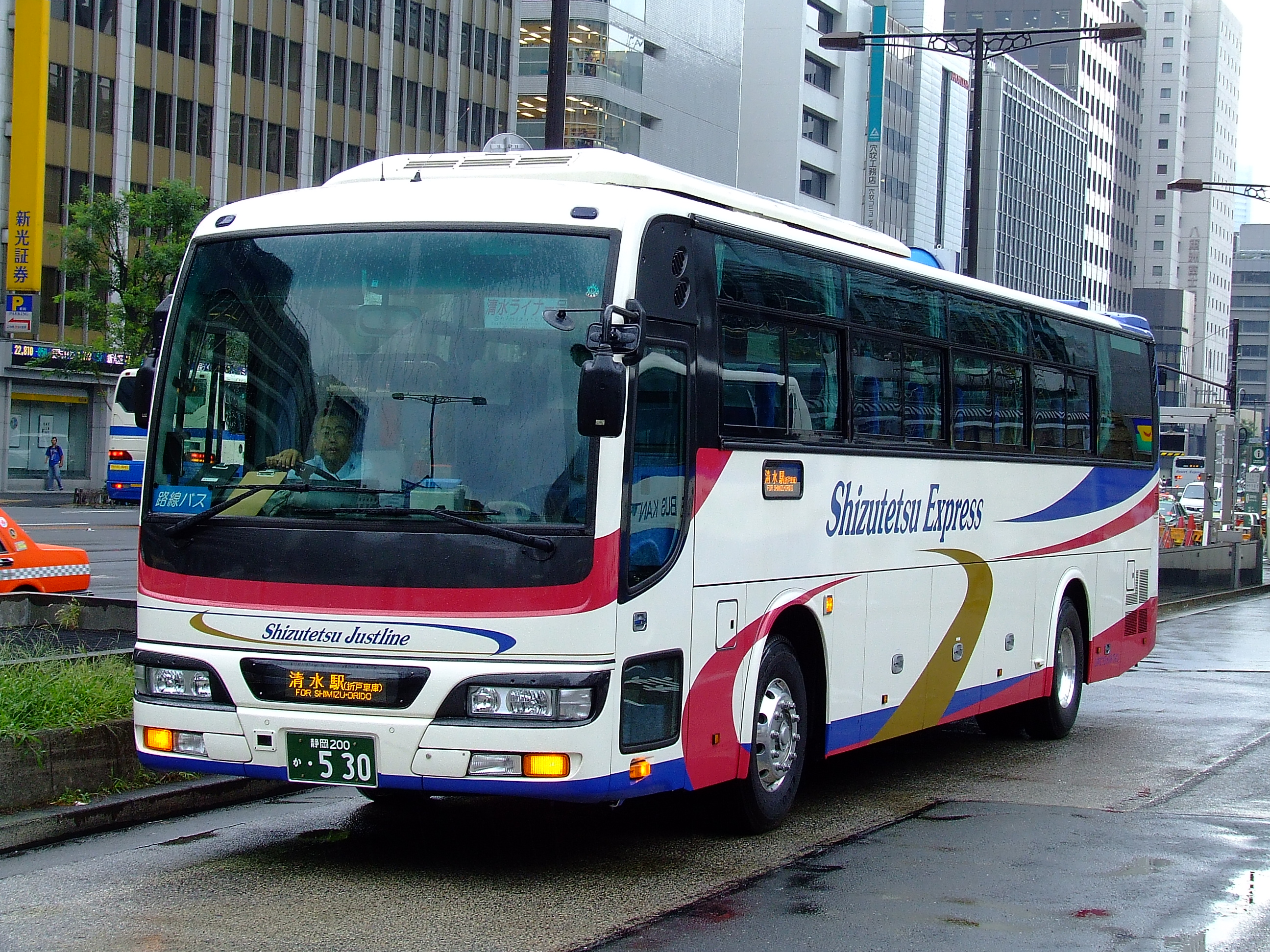
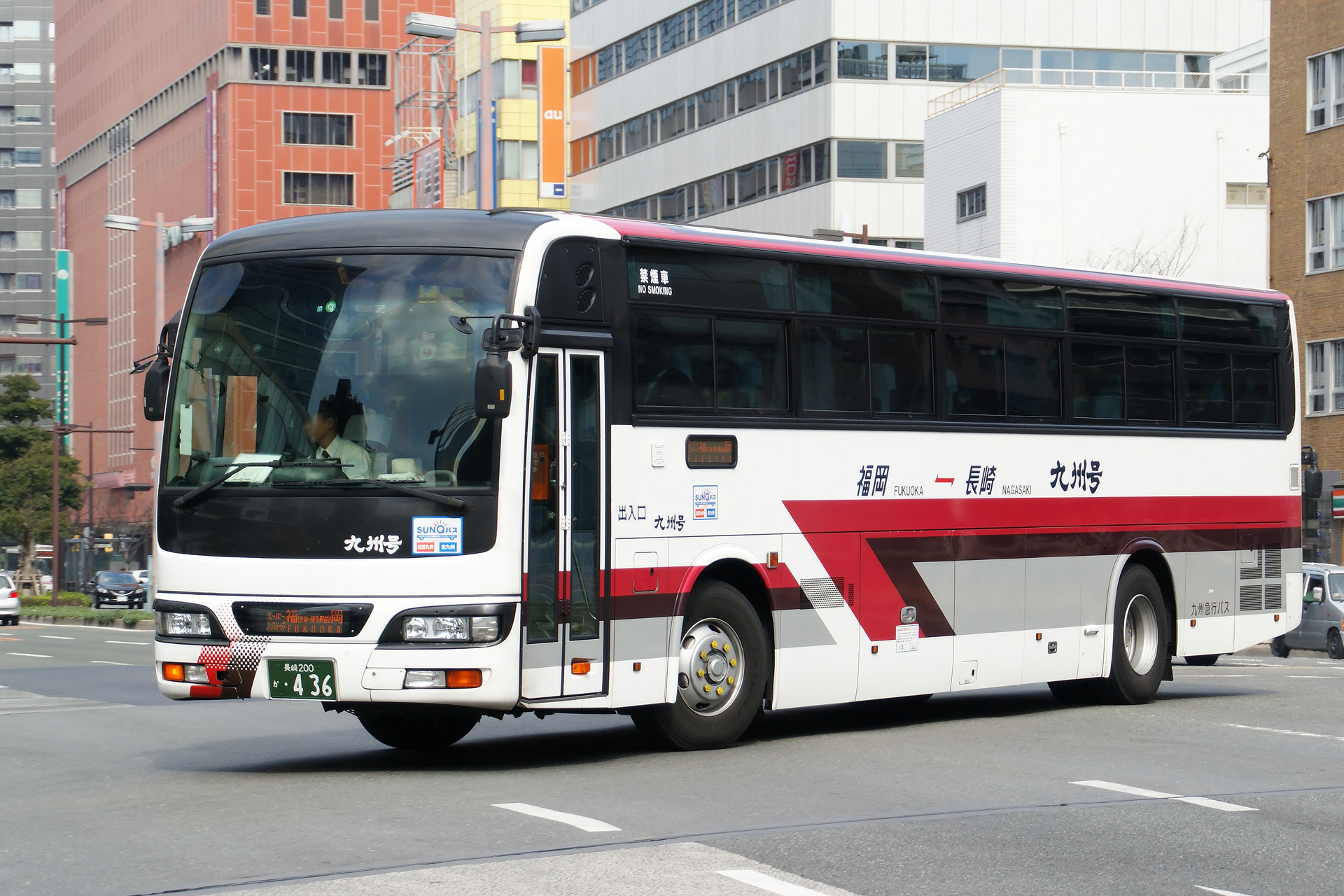
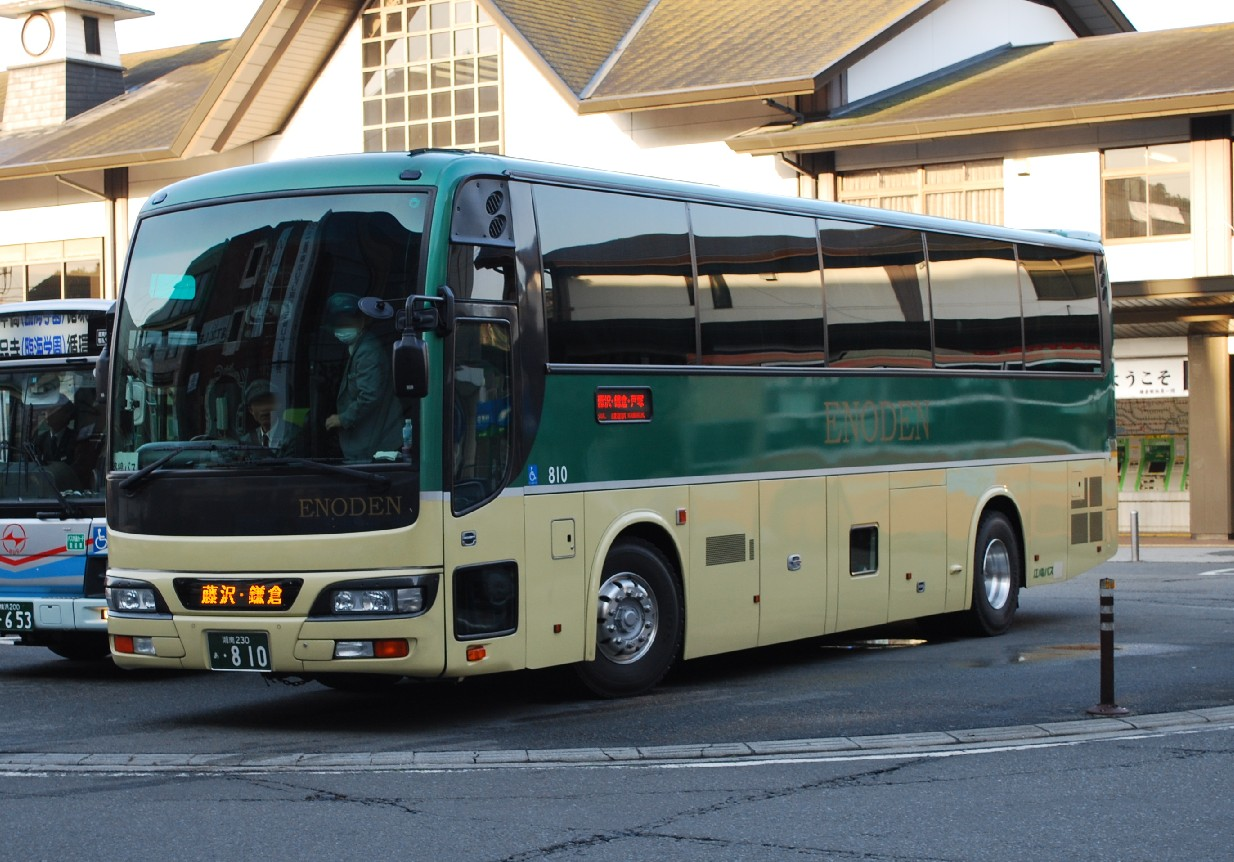

### 닛산 디젤 DA
닛산 디젤 DA는 닛산 디젤 스페이스 애로우의 3축 차량으로 법률상 10톤으로 제한에 불구하고 후륜 2축으로 제작되면서 정원 65명의 살롱 사양, 고상화, 고출력화등 중장비 대응이 가능했다.

#### K-DA50T
1982년에 일본 최초의 3축 버스 모델로 출시되었다. 엔진은 RD8형이 탑재되었다. 기존 RA 모델의 부품 호환이 가능했기 때문에 두 번째 축이 싱글 타이어, 세 번째 축이 구동바퀴로 구성되었다. 차체는 후지중공업 (현, 스바루)에서 제작된 R3형이 있다. 기존 R3형에 차체에 비해 전고가 200mm 정도 높아진 점이 있다.

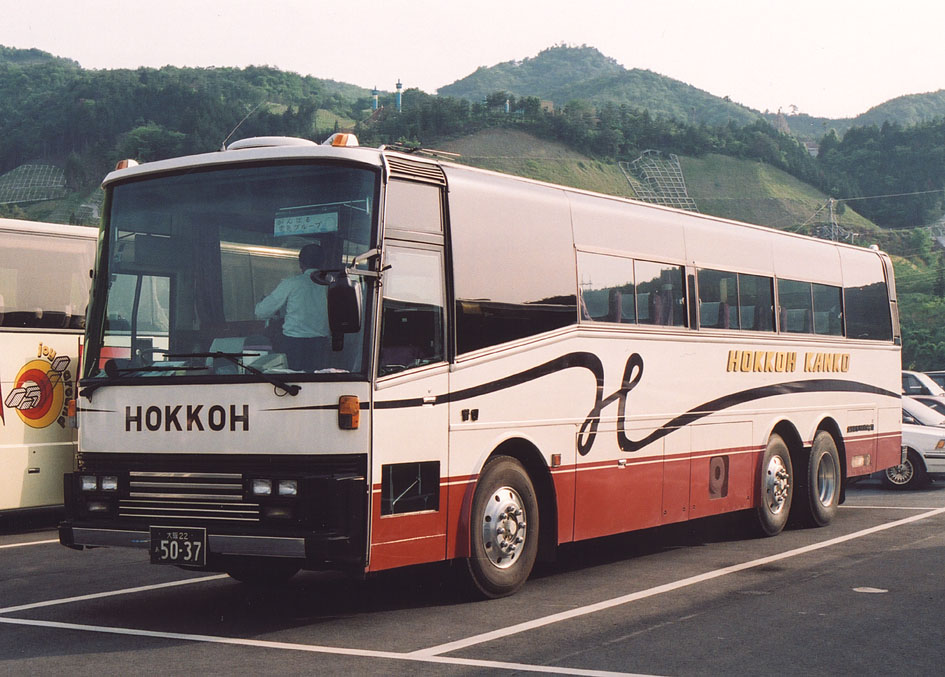

#### P-DA66U
1984년에 K-DA50T 모델을 후속으로 출시된 모델이다. 엔진은 RE10형을 탑재했다. 일본 최초의 3축 차량이자 SHD급 차량으로 두 번째 축이 더블 타이어, 세 번째 축이 싱글 타이어, 사륜 조향으로 도입되었다. 차체는 후지중공업 (현, 스바루)과 서일본 차체 공업에서 공급을 받았다.

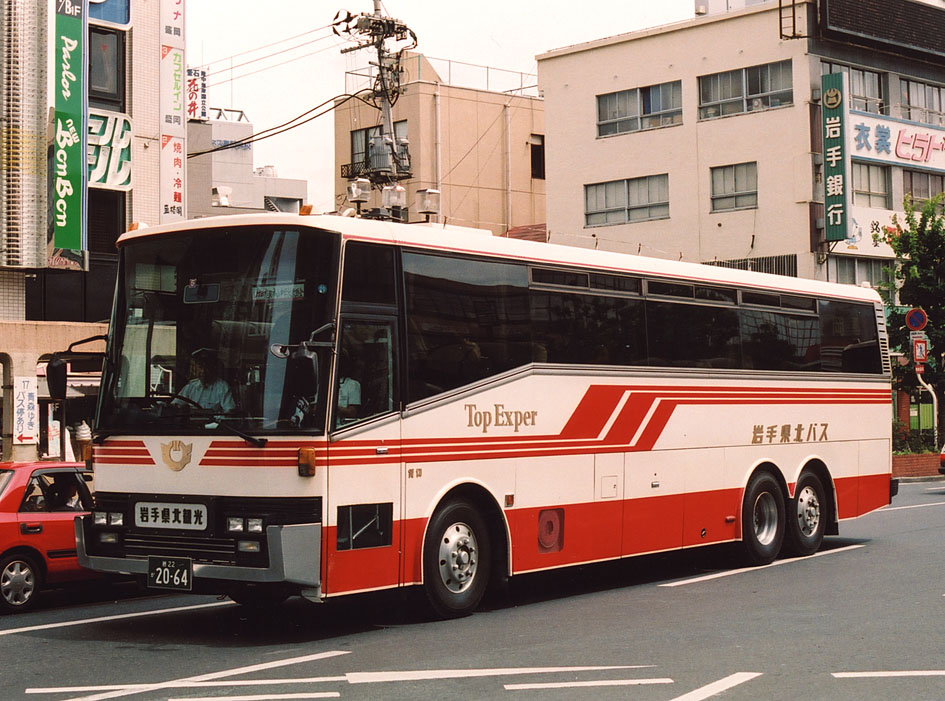
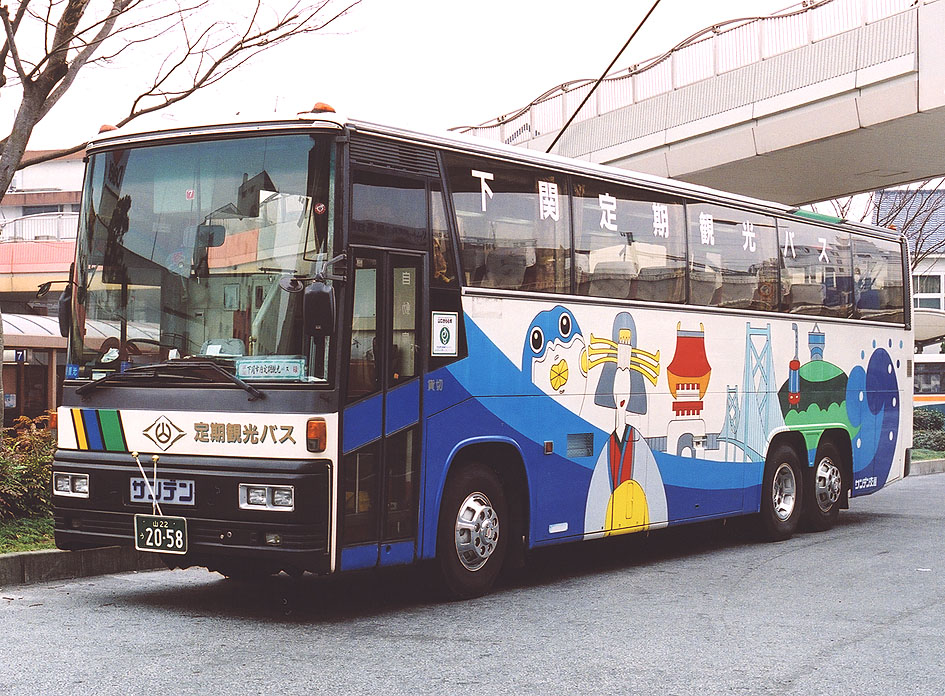
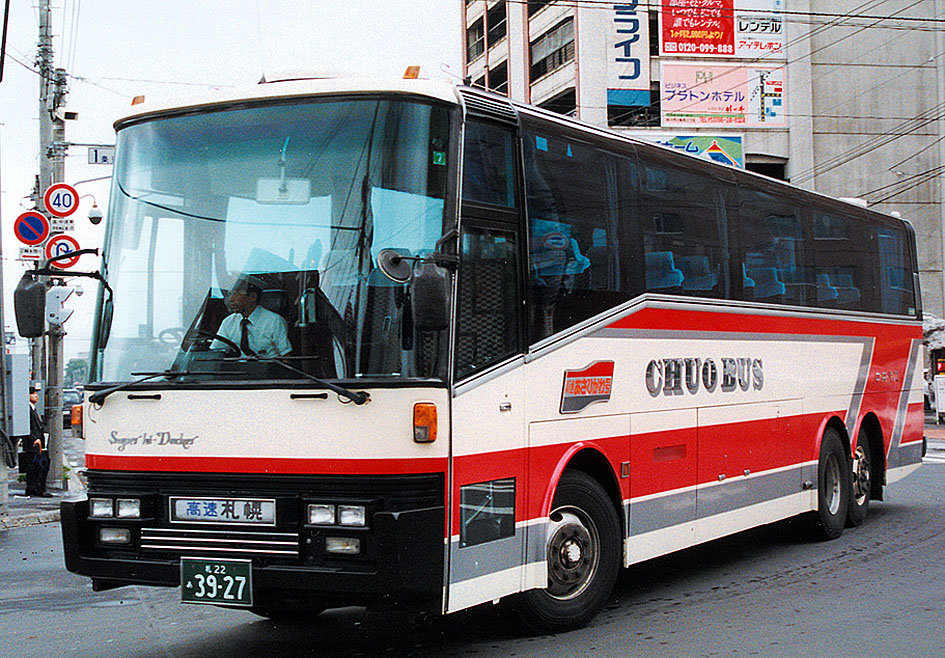

### 닛산 디젤 스페이스 윙 DA

#### P-DA67UE
1985년에 출시된 모델로 후지중공업 (현, 스바루)에서 제작된 차체에 한해서 사용한 명칭이다. 전륜 독립 현가식으로 구성되었고 차체는 HD-II형으로 변경되었다. 엔진은 이전 모델의 P-DA66U 모델과 마찬가지로 RE10형이 탑재되었다.
또한 1987년 닛산 디젤 슈퍼 하이데커 카탈로그 사양은 아래 표를 참조하며, 이 중 닛산 디젤 DA 차량은 소량으로 도입되었다.

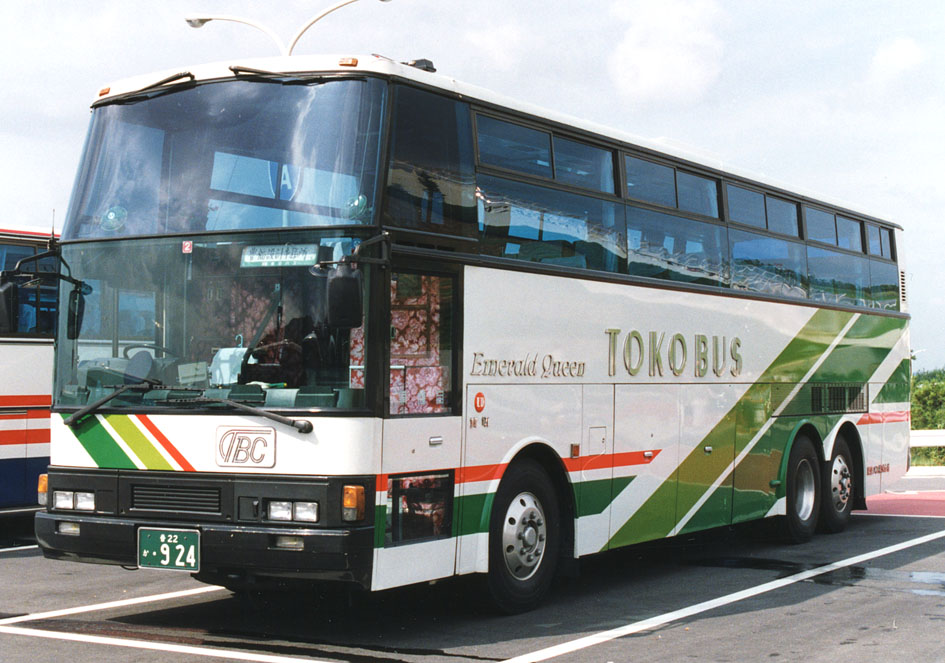
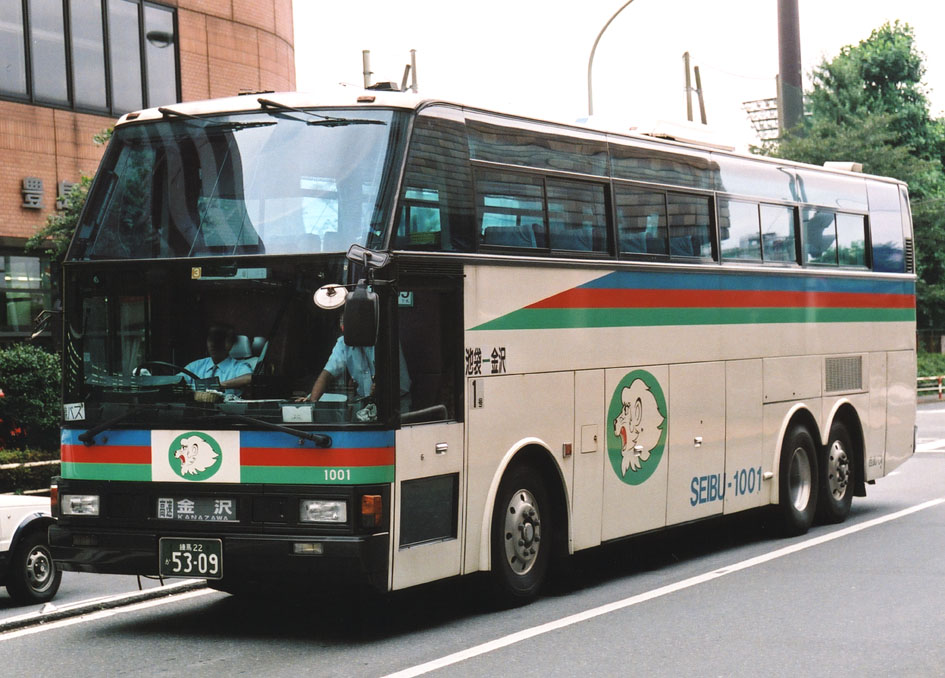
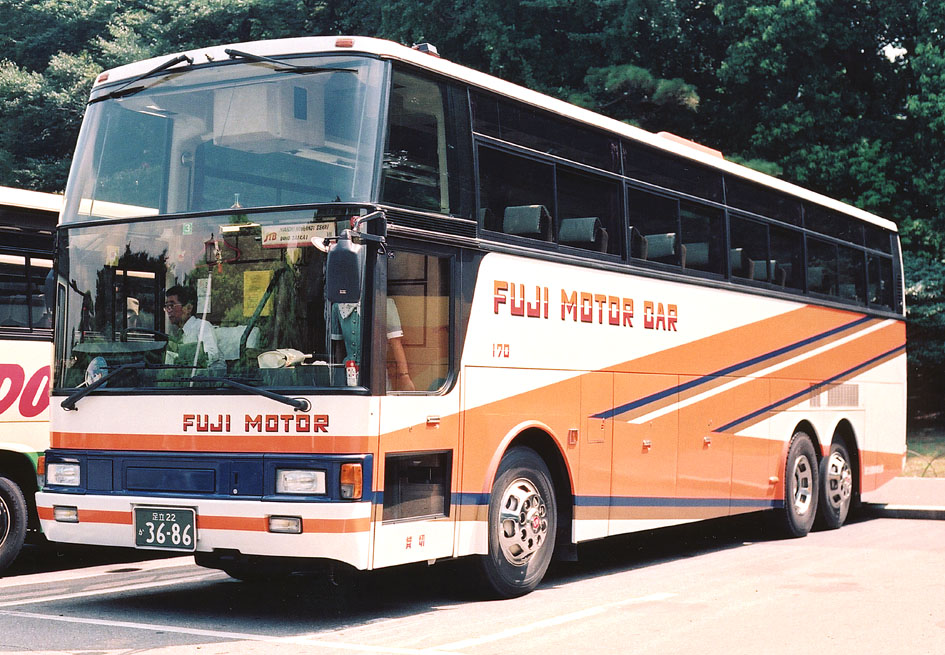

|           | DA                                     | 스페이스 윙 DA                                |
|           | 슈퍼 하이데커 1세대 (서일본 차체 공업) | 슈퍼 하이데커 2세대 (후지중공업 (현, 스바루)) |
| --------- | -------------------------------------- | --------------------------------------------- |
| 전장 (mm) | 11,995                                 | 11,980                                        |
| 전고 (mm) | 3,600                                  | 3,655                                         |
| 중량 (kg) | 1802,5                                 | 1920,5                                        |
| 에어컨    | 서브 엔진식                            | 직결식                                        |

### 닛산 디젤 스페이스 윙 RD

#### U-RD620UBN
1990년에 배출가스 규제 대응에 따라 출시된 모델로 엔진은 RF10형이 탑재되었다. 후지중공업 (현, 스바루)에서 제작된 차체를 공급받았다. 1992년에 차체의 풀체인지로 R17형으로 변경되었다. 1995년 배출가스 규제 대응에 따른 KC-RD630UBN 모델이 출시되었다. 엔진은 RH10E형이 탑재되었다. 또한 반자동 변속기인 ESCOT가 탑재되었다. 그러나 3축 차량의 수요가 줄면서 KC-RD630UBN 모델이 4대만 생산했고 2000년에 단종되면서 3축 SHD 차량은 더 이상 생산하지 않게 되었다.
또한 이 3축 차량을 기반으로 2층 버스 모델인 닛산 디젤 스페이스 드림, 욘케레 모나코를 제작했다.

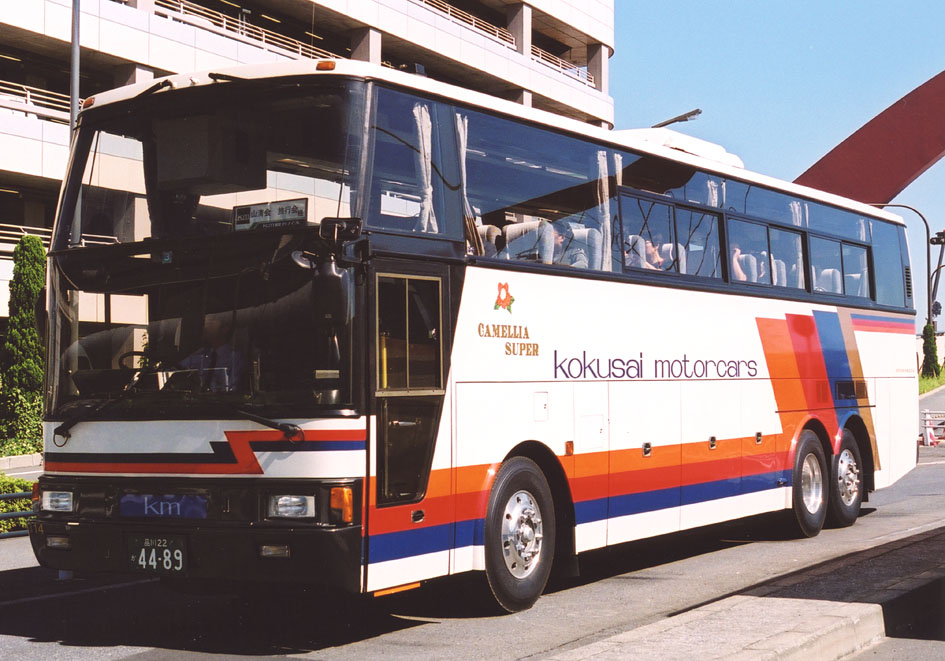
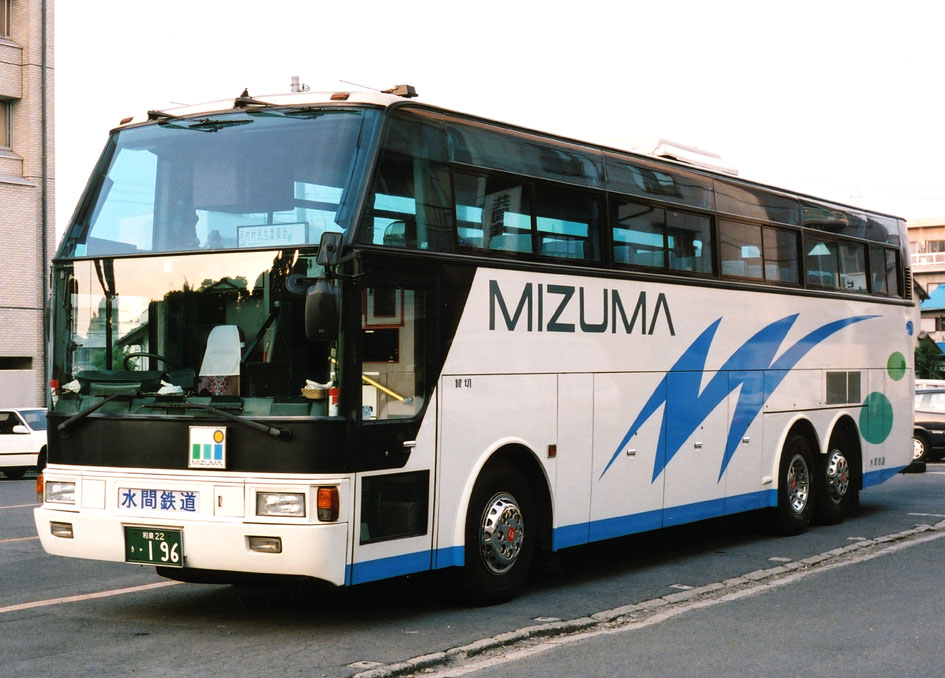
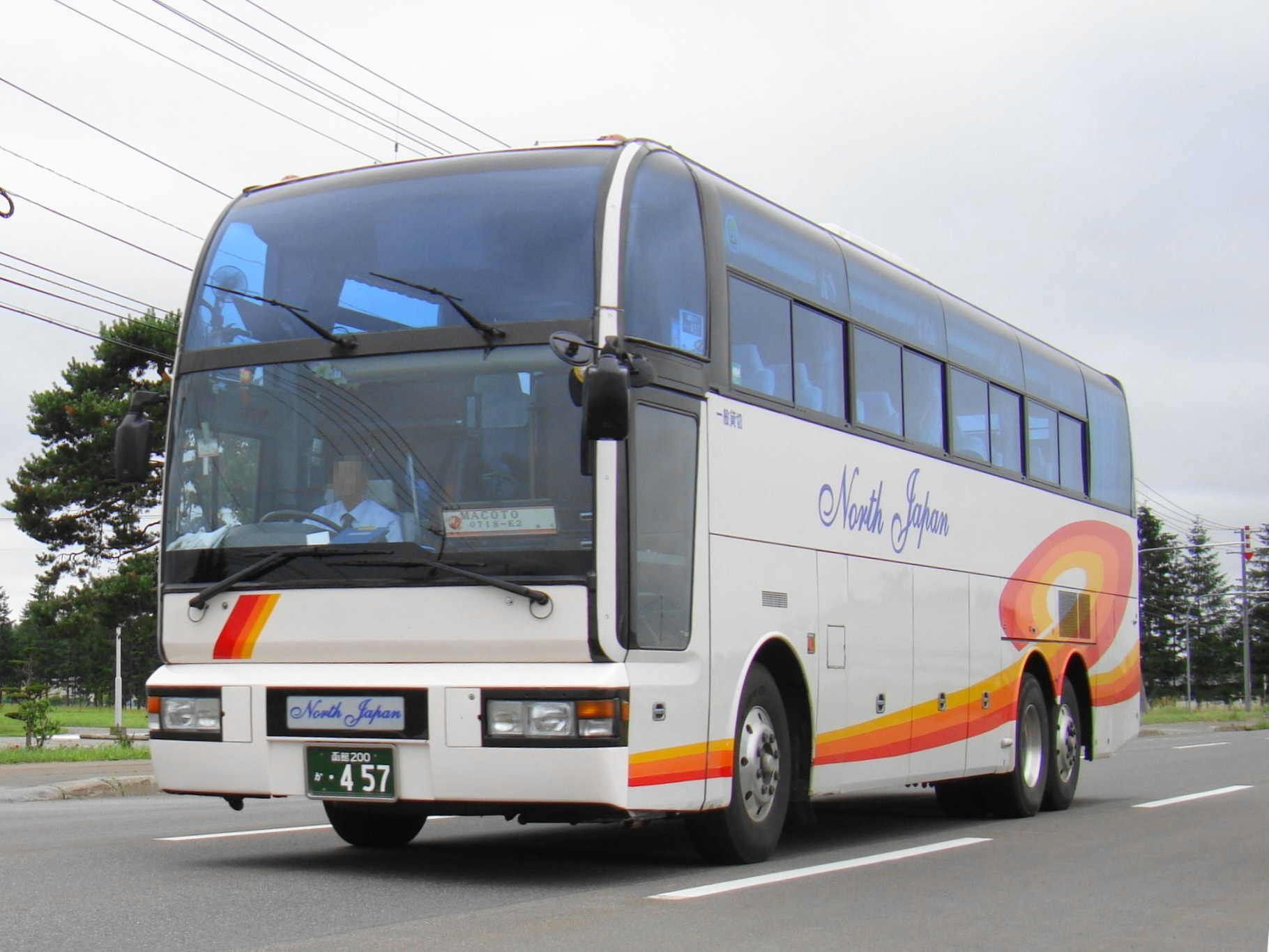
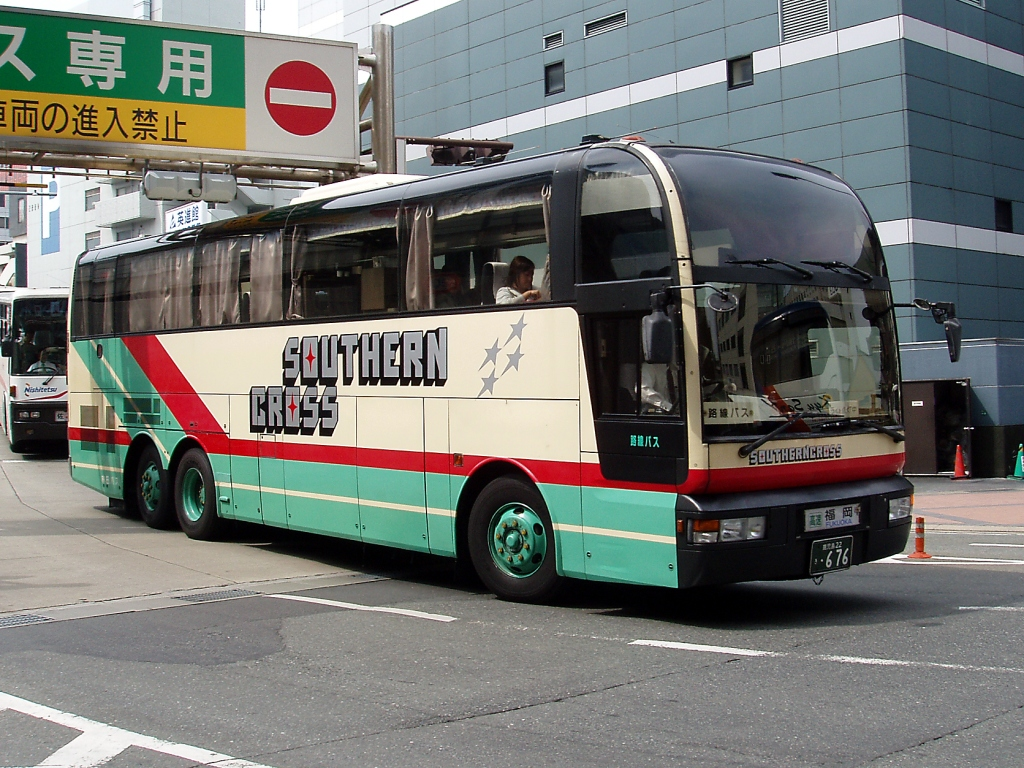

### 닛산 디젤 스페이스 애로우 유로 투어
1996년에 벨기에의 상용차 제조사인 욘케레와 기술 제휴로 제작된 모델로 욘케레 도빌(영어: Jonckheere Deauville) 기반으로 제작되었다. 당시 필리핀에서 판매한 차종명은 유로트랜스(영어: Eurotrans)로 차량 형식은 JA520RAN, JA530RAN이다. 역수입 차량에 해당되기 때문에 배출가스 규제 기호가 부여되지 않는다.

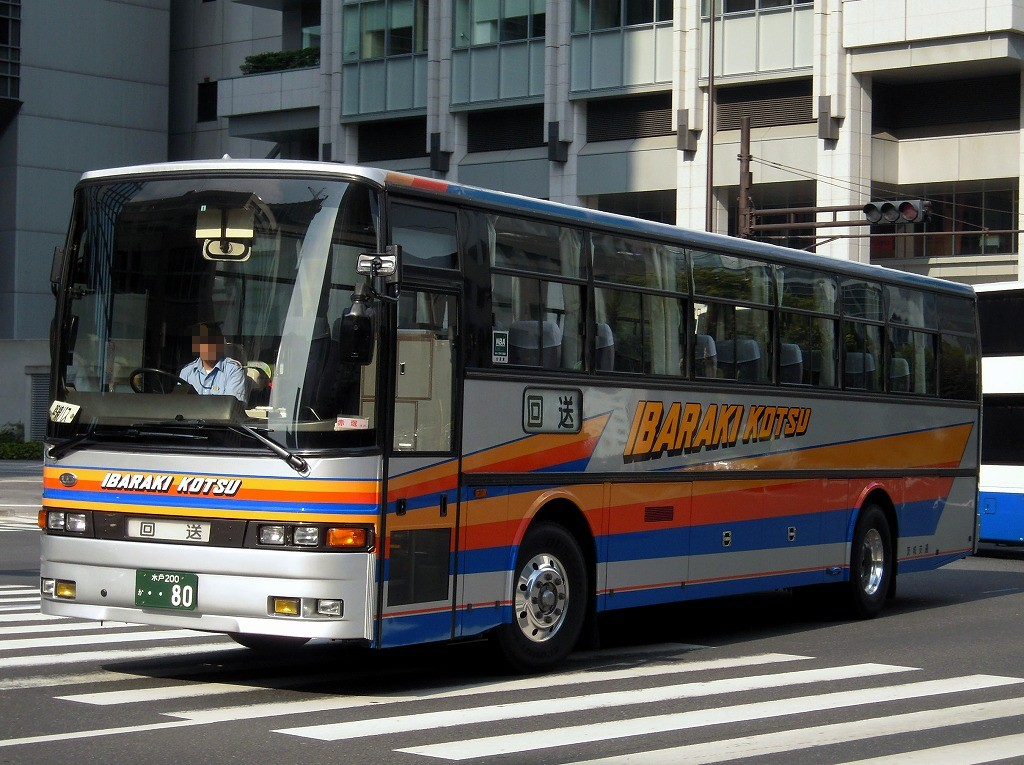
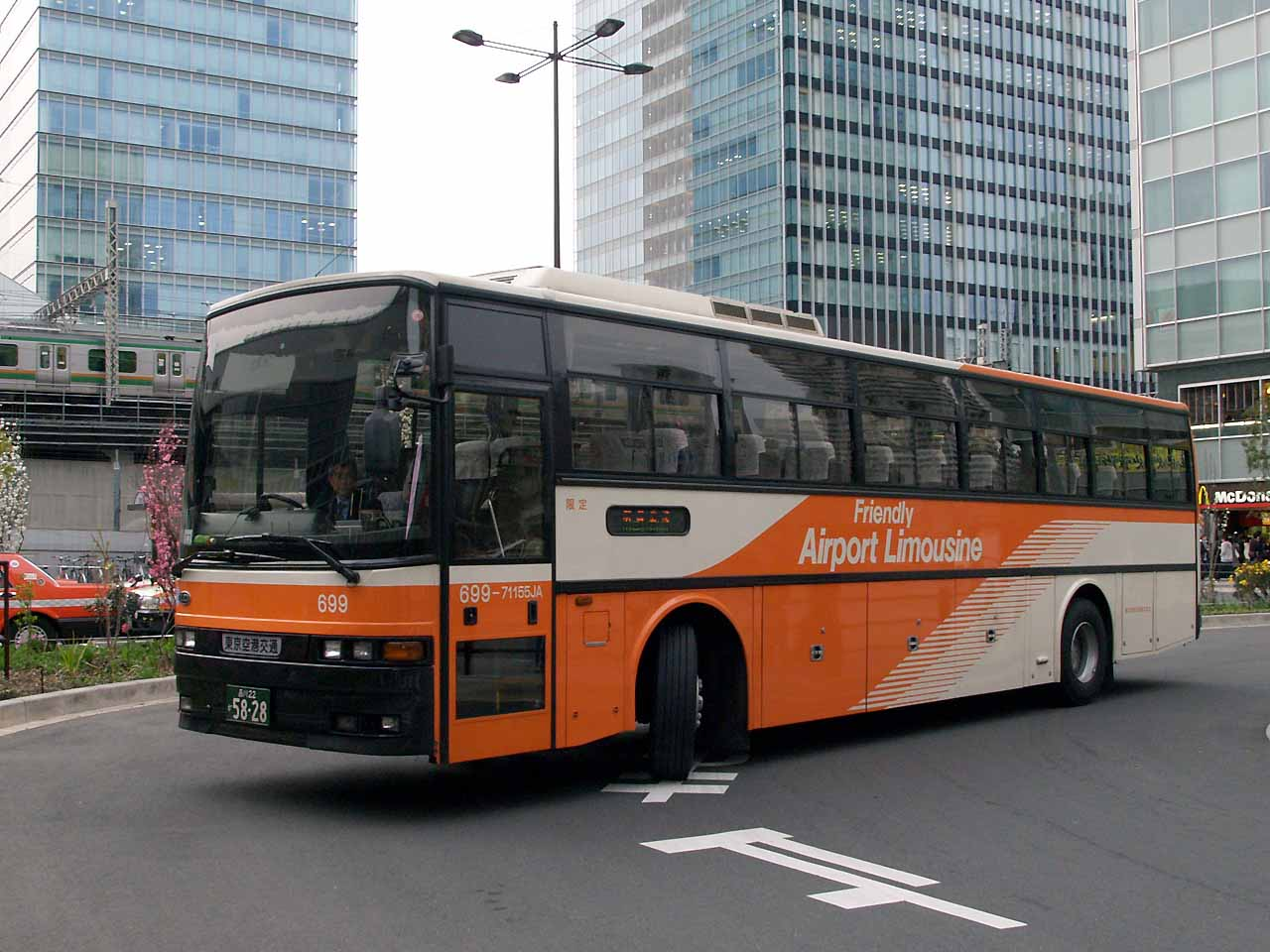

### 닛산 디젤 스페이스 애로우 A/닛산 디젤 스페이스 윙 A
닛산 디젤 스페이스 애로우 A 또는 닛산 디젤 스페이스 윙 A는 닛산 디젤 (현, UD트럭)과 미쓰비시후소트럭 버스와 OEM 체결에 따라 미쓰비시후소트럭 버스에서 제작된 미쓰비시후소 에어로 에이스, 미쓰비시후소 에어로퀸 모델이 OEM 공급한 모델로, 차량의 명칭은 SHD급 모델의 경우 스페이스 윙 A로, HD급 모델의 경우 스페이스 애로우 A 모델이다.

#### BKG-AS96JP
2007년 8월 29일에 출시한 모델로 엔진을 포함한 차체 모두 미쓰비시후소트럭 버스에서 제작되었고 이 중 배출가스 정화 시스템의 경우 OEM 공급 계약에 따라 닛산 디젤 (현, UD트럭)에서 기술 공여를 받은 SCR이 탑재되었다. 2005년 배출가스 규제에 적합하고 질소 산화물과 PM이 10% 감소되는 효과를 나타냈다. 2015년에 중량차 연비기준을 달성했다.

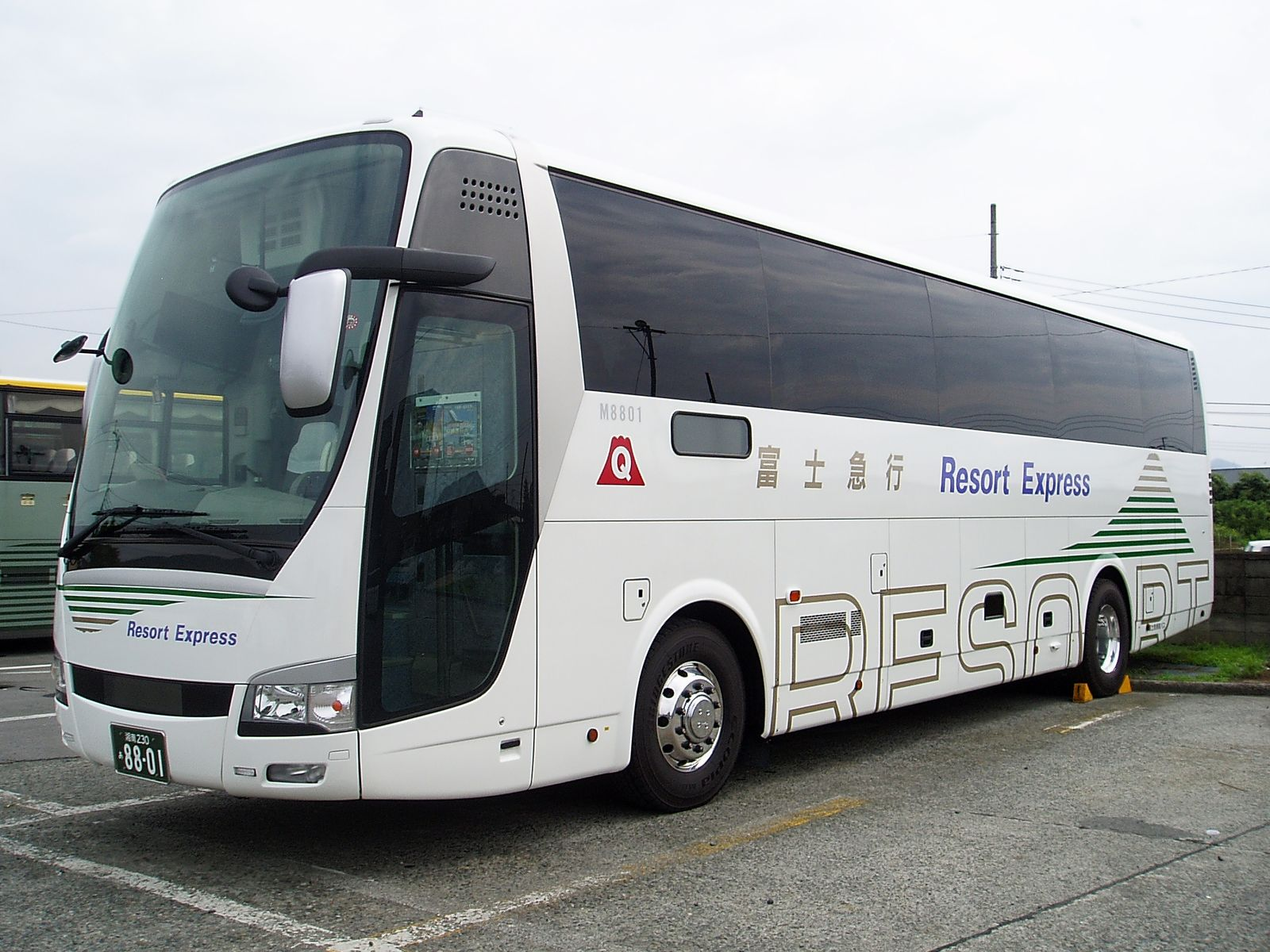
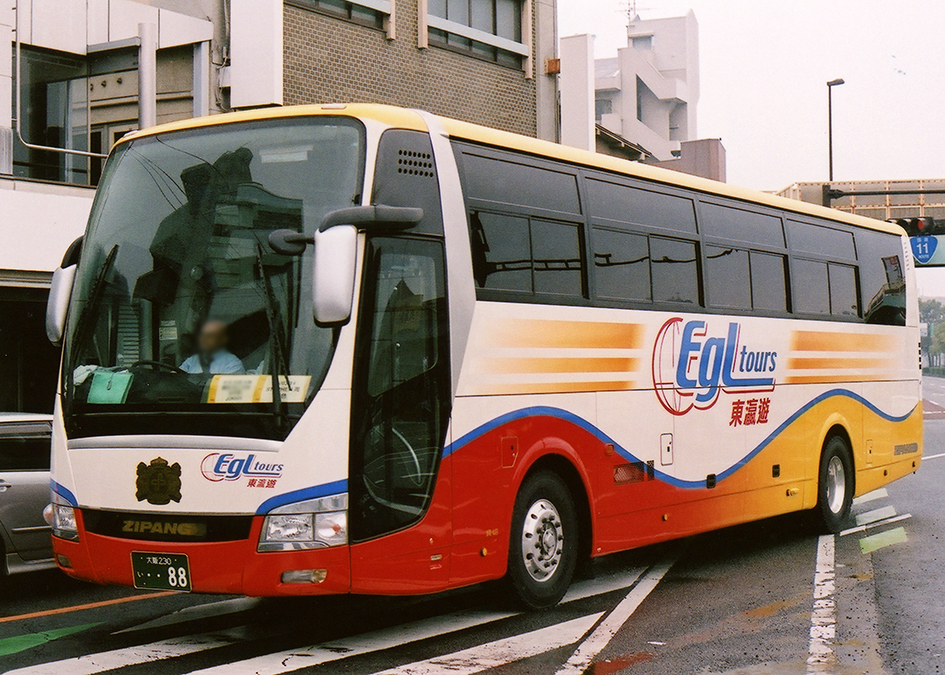
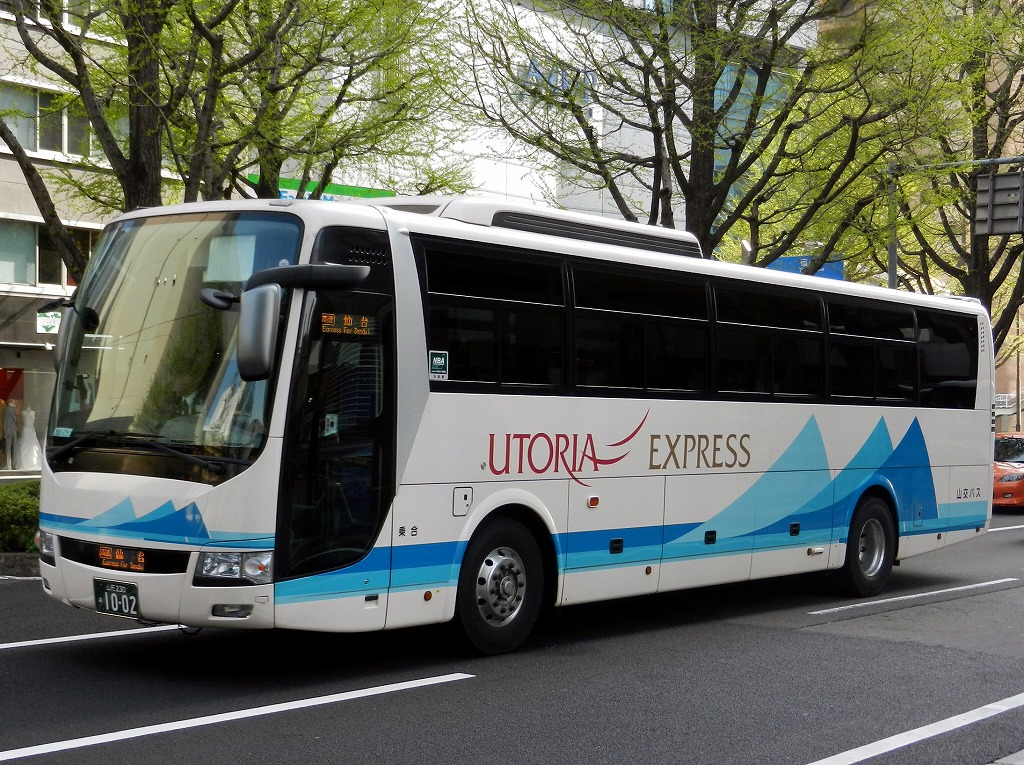
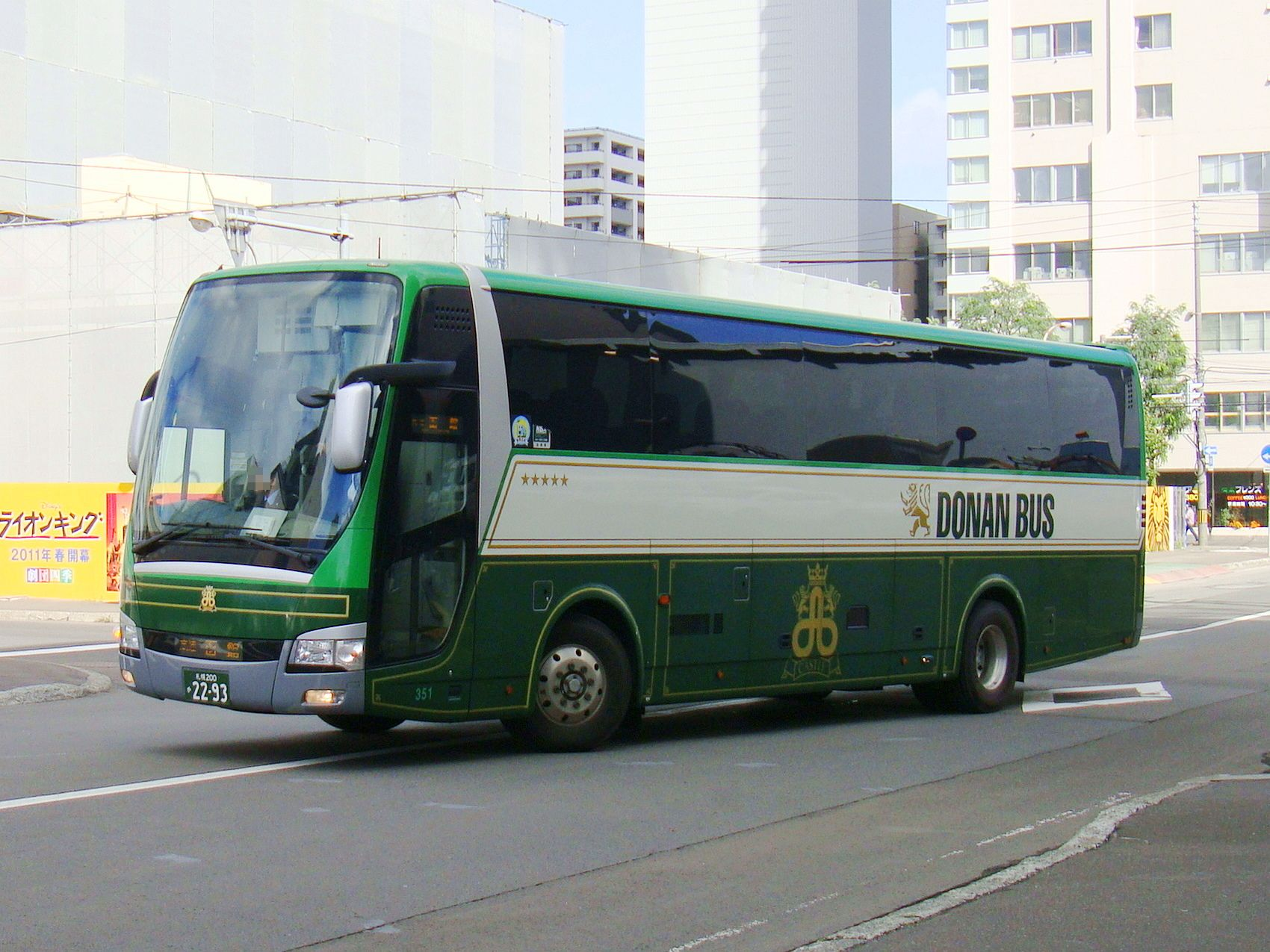

#### LKG-AS96VP
2010년 9월 1일에 출시한 모델로 다임러에서 개발된 6R10형을 탑재했다. 같은 해 10월 29일에 미쓰비시후소트럭 버스와 OEM 공급 중단을 발표했다. 2011년에 닛산 디젤 스페이스 애로우 모델과 함께 생산 종료 후 후속 차종 없이 단종됨과 동시에 버스 제작이 중단되었다.

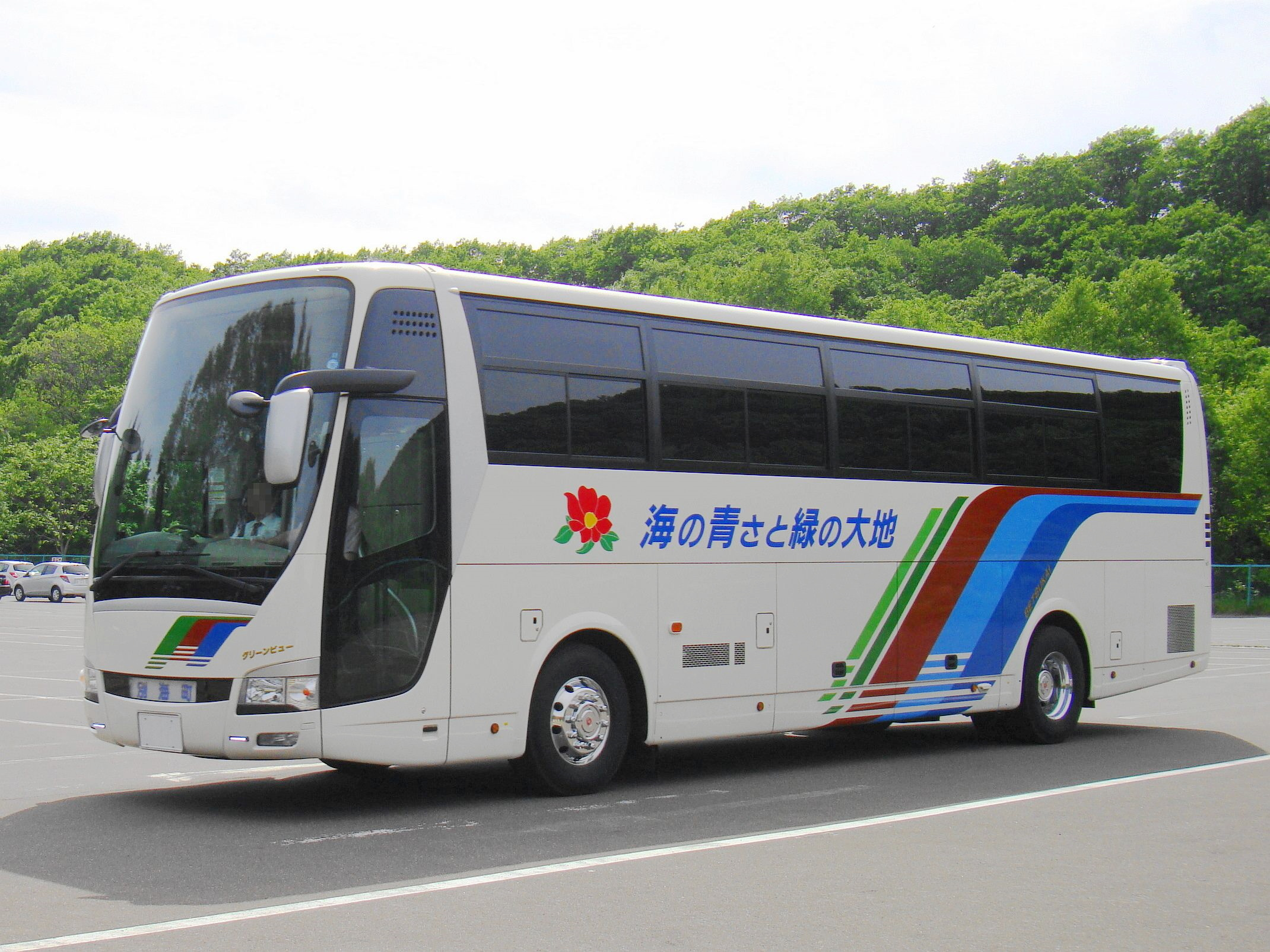

## 같이 보기
- 미쓰비시후소트럭 버스
- 서일본 차체 공업
- UD 트럭
- 닛산 디젤 R/RA